# Torneo Argentino A 2011-12
El Torneo Argentino A 2011/12 fue la decimoséptima temporada de dicha competencia, perteneciente a la tercera división del fútbol argentino. En la misma, participaron San Martín (T), CAI y Tiro Federal (R) al descender de la  Primera B Nacional. Los equipos ascendidos desde el Torneo Argentino B fueron Gimnasia y Tiro (S), Defensores de Belgrano (VR) y Racing (O).

## Ascensos y descensos
- Equipos salientes

| Posición  | Descendidos del Argentino A 2010/11 |
| --------- | ----------------------------------- |
| Promoción | Estudiantes (RC)                    |
| 23º       | Villa Mitre                         |
| 24º       | 9 de Julio (R)                      |

| Posición  | Ascendidos del Argentino A 2010/11 |
| --------- | ---------------------------------- |
| Campeón   | Guillermo Brown                    |
| Promoción | Sportivo Desamparados              |

- Equipos entrantes

| Posición  | Ascendidos del Argentino B 2010/11 |
| --------- | ---------------------------------- |
| Campeón   | Racing (O)                         |
| Campeón   | Gimnasia y Tiro (S)                |
| Promoción | Defensores de Belgrano (VR)        |

| Posición  | Descendidos de la B Nacional 2010/11 |
| --------- | ------------------------------------ |
| Promoción | San Martín (T)                       |
| 19º       | Tiro Federal (R)                     |
| 20º       | CAI                                  |

## Sistema de disputa

### Primera Fase
Los 25 equipos se dividieron en 2 zonas de 13 y 12 equipos y se enfrentaron bajo el sistema de todos contra todos a 2 ruedas. Los 5 mejores de cada zona y el mejor sexto clasificaron al Undecagonal. Los restantes equipos fueron relegados a la Reválida.

### Segunda Fase
Undecagonal
Los 11 equipos clasificados al Undecagonal se enfrentaron bajo el sistema de todos contra todos a única rueda. Consagró al campeón del certamen y al primer ascendido. Los posicionados 2° al 5° clasificaron a la Cuarta Fase, mientras el restante clasificó a la Tercera Fase.
Revalida
Los 14 equipos relegados se dividieron en 2 grupos de 7. Los 4 mejores de cada grupo, que no estuvieran en zona de descenso o promoción, clasificaron a las semifinales de la reválida. Los 2 ganadores de las finales clasificaron a la Tercera Fase.

### Fases de eliminación directa
Inició en la Tercera Fase y finalizó en la Sexta Fase. El ganador de esta última clasificó a la promoción.

### Descensos
Se determinó por 2 tablas acumuladas reguladas por la Reválida, incluyó los puntajes de la Primera Fase y de la Reválida. El peor de cada tabla perdió la categoría, mientras los penúltimos fueron relegados a la promoción.

## Equipos participantes

### Zona Norte
| Equipo                           | Ciudad                | Provincia           | Estadio                                        | Capacidad     | Liga de Origen        |
| -------------------------------- | --------------------- | ------------------- | ---------------------------------------------- | ------------- | --------------------- |
| Club Mutual Crucero del Norte    | Garupá                | Misiones            | Comandante Andrés Guacurarí                    | 12.000        | Liga Posadeña         |
| Club Deportivo Libertad          | Sunchales             | Santa Fe            | Hogar de los Tigres                            | 4.000         | Liga Rafaelina        |
| Club Atlético Racing             | Córdoba               | Córdoba             | Miguel Sancho                                  | 21.000        | Liga Cordobesa        |
| Club Atlético San Martín         | San Miguel de Tucumán | Tucumán             | La Ciudadela                                   | 30.500        | Liga Tucumana         |
| Club Sportivo Belgrano           | San Francisco         | Córdoba             | Óscar C. Boero                                 | 9.200         | Liga de San Francisco |
| Club Atlético Talleres           | Córdoba               | Córdoba             | La Boutique                                    | 15.000        | Liga Cordobesa        |
| Club Atlético Tiro Federal       | Rosario               | Santa Fe            | Fortín de Ludueña                              | 18.000        | Liga Rosarina         |
| Club Atlético Unión              | Sunchales             | Santa Fe            | De la Avenida                                  | 5.000         | Liga Rafaelina        |
| Club Atlético Alumni             | Villa María           | Córdoba             | Plaza Manuel Anselmo Ocampo                    | 7.000         | Liga Villamariense    |
| Club Atlético Central Norte      | Salta                 | Salta               | Dr. Luis Güemes Padre Ernesto Martearena       | 10.000 20.408 | Liga Salteña          |
| Club Atlético Central Córdoba    | Santiago del Estero   | Santiago del Estero | Alfredo Terrera                                | 16.000        | Liga Santiagueña      |
| Centro Juventud Antoniana        | Salta                 | Salta               | Fray Honorato Pistoia Padre Ernesto Martearena | 8.000 20.408  | Liga Salteña          |
| Club de Gimnasia y Tiro de Salta | Salta                 | Salta               | Gigante del Norte                              | 23.000        | Liga Salteña          |

### Zona Sur
| Equipo                                        | Ciudad                 | Provincia           | Estadio                         | Capacidad | Liga de Origen                 |
| --------------------------------------------- | ---------------------- | ------------------- | ------------------------------- | --------- | ------------------------------ |
| Comisión de Actividades Infantiles            | Comodoro Rivadavia     | Provincia de Chubut | Municipal de Comodoro Rivadavia | 12.300    | Liga de Comodoro Rivadavia     |
| Club Cipolletti                               | Cipolletti             | Río Negro           | La Visera de Cemento            | 12.000    | Liga Deportiva Confluencia     |
| Club Atlético y Social Defensores de Belgrano | Villa Ramallo          | Buenos Aires        | Salomón Boeseldín               | 3.000     | Liga Nicoleña                  |
| Club Deportivo Maipú                          | Maipú                  | Mendoza             | Omar Higinio Sperdutti          | 8.000     | Liga Mendocina                 |
| Club Atlético Douglas Haig                    | Pergamino              | Buenos Aires        | Miguel Morales                  | 16.000    | Liga de Pergamino              |
| Club Gimnasia y Esgrima                       | Concepción del Uruguay | Entre Ríos          | Manuel y Ramón Núñez            | 9.000     | Liga de Concepción del Uruguay |
| Club Atlético Huracán                         | Tres Arroyos           | Buenos Aires        | Roberto Lorenzo Bottino         | 10.000    | Liga Tresarroyense             |
| Club Atlético Juventud Unida Universitario    | San Luis               | San Luis            | Mario Sebastián Diez            | 10.000    | Liga Sanluiseña                |
| Racing Athletic Club                          | Olavarría              | Buenos Aires        | José Buglione Martinese         | 11.000    | Liga de Olavarría              |
| Club Rivadavia                                | Lincoln                | Buenos Aires        | El Coliseo                      | 10.000    | Liga Deportiva del Oeste       |
| Club Social y Deportivo Santamarina           | Tandil                 | Buenos Aires        | Municipal General San Martín    | 8.762     | Liga Tandilense                |
| Club Atlético Unión                           | Mar del Plata          | Buenos Aires        | José María Minella              | 35.354    | Liga Marplatense               |

#### Distribución geográfica de los equipos
| Región                           | Cant. | Equipos                                                                                                   |
| -------------------------------- | ----- | --- |
| Provincia de Buenos Aires        | 7     | Defensores de Belgrano (VR), Douglas Haig, Huracán (TA), Racing (O), Rivadavia, Santamarina y Unión (MdP) |
| Provincia de Córdoba             | 4     | Racing (C), Sportivo Belgrano, Talleres (C) y Alumni                                                      |
| Provincia de Salta               | 3     | Gimnasia y Tiro (S), Central Norte y Centro Juventud Antoniana                                            |
| Provincia de Santa Fe            | 3     | Libertad, Tiro Federal (R) y Unión (S)                                                                    |
| Provincia de Chubut              | 1     | CAI |
| Provincia de Entre Ríos          | 1     | Gimnasia y Esgrima (CdU)                                                                                  |
| Provincia de Mendoza             | 1     | Deportivo Maipú                                                                                           |
| Provincia de Misiones            | 1     | Crucero del Norte                                                                                         |
| Provincia de Río Negro           | 1     | Cipolletti                                                                                                |
| Provincia de San Luis            | 1     | Juventud Unida (SL)                                                                                       |
| Provincia de Santiago del Estero | 1     | Central Córdoba (SdE)                                                                                     |
| Provincia de Tucumán             | 1     | San Martín (T)                                                                                            |

## Primera fase

### Zona Norte
| Pos | Equipo                 | Pts | PJ | PG | PE | PP | GF | GC | Dif |
| --- | ---------------------- | --- | -- | -- | -- | -- | -- | -- | --- |
| 1   | Crucero del Norte      | 41  | 24 | 11 | 8  | 5  | 31 | 21 | 10  |
| 2   | San Martín (T)         | 37  | 24 | 8  | 13 | 3  | 27 | 21 | 6   |
| 3   | Sportivo Belgrano (SF) | 37  | 24 | 10 | 7  | 7  | 32 | 27 | 5   |
| 4   | Talleres (C)           | 35  | 24 | 8  | 11 | 5  | 35 | 31 | 4   |
| 5   | Racing (C)             | 34  | 24 | 10 | 4  | 10 | 29 | 28 | 1   |
| 6   | Central Córdoba (SdE)  | 32  | 24 | 7  | 11 | 6  | 21 | 20 | 1   |
| 7   | Tiro Federal (R)       | 32  | 24 | 8  | 8  | 8  | 26 | 28 | -2  |
| 8   | Libertad (S)           | 31  | 24 | 7  | 10 | 7  | 30 | 25 | 5   |
| 9   | Central Norte (S)      | 31  | 24 | 7  | 10 | 7  | 24 | 25 | -1  |
| 10  | Gimnasia y Tiro (S)    | 31  | 24 | 8  | 7  | 9  | 27 | 30 | -3  |
| 11  | Juventud Antoniana     | 30  | 24 | 7  | 9  | 8  | 28 | 27 | 1   |
| 12  | Alumni (VM)            | 21  | 24 | 5  | 6  | 13 | 23 | 32 | -9  |
| 13  | Unión (S)              | 20  | 24 | 4  | 8  | 12 | 16 | 34 | -18 |

|  | Equipos clasificados a la segunda fase. |

| Fecha 1                | Fecha 1   | Fecha 1               | Fecha 1                     | Fecha 1      | Fecha 1 | Fecha 1 | Fecha 1 | Fecha 1 | Fecha 1 | Fecha 1 | Fecha 1 |
| Local                  | Resultado | Visitante             | Estadio                     | Fecha        | Hora    |         |         |         |         |         |         |
| ---------------------- | --------- | --------------------- | --------------------------- | ------------ | ------- | ------- | ------- | ------- | ------- | ------- | ------- |
| Talleres (C)           | 2 - 0     | Libertad (S)          | Mario Alberto Kempes        | 19 de agosto | 21:05   |         |         |         |         |         |         |
| Gimnasia y Tiro (S)    | 1 - 0     | Central Córdoba (SdE) | El Gigante del Norte        | 19 de agosto | 22:00   |         |         |         |         |         |         |
| Unión (S)              | 0 - 0     | Racing (C)            | De la Avenida               | 21 de agosto | 15:30   |         |         |         |         |         |         |
| Crucero del Norte      | 0 - 0     | Tiro Federal (R)      | Comandante Andrés Guacurarí | 21 de agosto | 15:45   |         |         |         |         |         |         |
| Sportivo Belgrano (SF) | 0 - 0     | San Martín (T)        | Óscar C. Boero              | 21 de agosto | 16:00   |         |         |         |         |         |         |
| Central Norte (S)      | 1 - 1     | Juventud Antoniana    | Padre Ernesto Martearena    | 22 de agosto | 16:30   |         |         |         |         |         |         |
| Libre: Alumni (VM)     |           |                       |                             |              |         |         |         |         |         |         |         |

| Fecha 2                       | Fecha 2   | Fecha 2             | Fecha 2                  | Fecha 2      | Fecha 2 | Fecha 2 | Fecha 2 | Fecha 2 | Fecha 2 | Fecha 2 | Fecha 2 |
| Local                         | Resultado | Visitante           | Estadio                  | Fecha        | Hora    |         |         |         |         |         |         |
| ----------------------------- | --------- | ------------------- | ------------------------ | ------------ | ------- | ------- | ------- | ------- | ------- | ------- | ------- |
| San Martín (T)                | 1 - 0     | Talleres (C)        | La Ciudadela             | 26 de agosto | 21:30   |         |         |         |         |         |         |
| Tiro Federal (R)              | 1 - 0     | Central Norte (S)   | Fortín de Ludueña        | 28 de agosto | 11:00   |         |         |         |         |         |         |
| Racing (C)                    | 2 - 1     | Alumni (VM)         | Miguel Sancho            | 28 de agosto | 15:30   |         |         |         |         |         |         |
| Libertad (S)                  | 2 - 1     | Crucero del Norte   | Hogar de los Tigres      | 28 de agosto | 16:15   |         |         |         |         |         |         |
| Juventud Antoniana            | 0 - 0     | Gimnasia y Tiro (S) | Padre Ernesto Martearena | 28 de agosto | 16:30   |         |         |         |         |         |         |
| Central Córdoba (SdE)         | 2 - 0     | Unión (S)           | Alfredo Terrera          | 28 de agosto | 17:00   |         |         |         |         |         |         |
| Libre: Sportivo Belgrano (SF) |           |                     |                          |              |         |         |         |         |         |         |         |

| Fecha 3             | Fecha 3   | Fecha 3                | Fecha 3                     | Fecha 3         | Fecha 3 | Fecha 3 | Fecha 3 | Fecha 3 | Fecha 3 | Fecha 3 | Fecha 3 |
| Local               | Resultado | Visitante              | Estadio                     | Fecha           | Hora    |         |         |         |         |         |         |
| ------------------- | --------- | ---------------------- | --------------------------- | --------------- | ------- | ------- | ------- | ------- | ------- | ------- | ------- |
| Unión (S)           | 1 - 0     | Juventud Antoniana     | De La Avenida               | 4 de septiembre | 15:30   |         |         |         |         |         |         |
| Crucero del Norte   | 1 - 0     | San Martín (T)         | Comandante Andrés Guacurarí | 4 de septiembre | 16:00   |         |         |         |         |         |         |
| Gimnasia y Tiro (S) | 1 - 1     | Tiro Federal (R)       | Gigante del Norte           | 4 de septiembre | 16:00   |         |         |         |         |         |         |
| Talleres (C)        | 3 - 1     | Sportivo Belgrano (SF) | La Boutique                 | 4 de septiembre | 16:15   |         |         |         |         |         |         |
| Central Norte (S)   | 0 - 3     | Libertad (S)           | Padre Ernesto Martearena    | 4 de septiembre | 16:30   |         |         |         |         |         |         |
| Alumni (VM)         | 0 - 0     | Central Córdoba (SdE)  | Plaza Manuel Anselmo Ocampo | 4 de septiembre | 17:00   |         |         |         |         |         |         |
| Libre: Racing (C)   |           |                        |                             |                 |         |         |         |         |         |         |         |

| Fecha 4                | Fecha 4   | Fecha 4             | Fecha 4                  | Fecha 4          | Fecha 4 | Fecha 4 | Fecha 4 | Fecha 4 | Fecha 4 | Fecha 4 | Fecha 4 |
| Local                  | Resultado | Visitante           | Estadio                  | Fecha            | Hora    |         |         |         |         |         |         |
| ---------------------- | --------- | ------------------- | ------------------------ | ---------------- | ------- | ------- | ------- | ------- | ------- | ------- | ------- |
| Tiro Federal (R)       | 2 - 0     | Unión (S)           | Fortín de Ludueña        | 11 de septiembre | 11:00   |         |         |         |         |         |         |
| San Martín (T)         | 0 - 0     | Central Norte (S)   | La Ciudadela             | 11 de septiembre | 16:30   |         |         |         |         |         |         |
| Juventud Antoniana     | 2 - 1     | Alumni (VM)         | Padre Ernesto Martearena | 11 de septiembre | 16:30   |         |         |         |         |         |         |
| Libertad (S)           | 1 - 1     | Gimnasia y Tiro (S) | Hogar de los Tigres      | 11 de septiembre | 16:45   |         |         |         |         |         |         |
| Sportivo Belgrano (SF) | 0 - 2     | Crucero del Norte   | Óscar C. Boero           | 11 de septiembre | 17:00   |         |         |         |         |         |         |
| Central Córdoba (SdE)  | 0 - 1     | Racing (C)          | Alfredo Terrera          | 11 de septiembre | 18:00   |         |         |         |         |         |         |
| Libre: Talleres (C)    |           |                     |                          |                  |         |         |         |         |         |         |         |

| Fecha 5                      | Fecha 5   | Fecha 5                | Fecha 5                     | Fecha 5          | Fecha 5 | Fecha 5 | Fecha 5 | Fecha 5 | Fecha 5 | Fecha 5 | Fecha 5 |
| Local                        | Resultado | Visitante              | Estadio                     | Fecha            | Hora    |         |         |         |         |         |         |
| ---------------------------- | --------- | ---------------------- | --------------------------- | ---------------- | ------- | ------- | ------- | ------- | ------- | ------- | ------- |
| Gimnasia y Tiro (S)          | 1 - 1     | San Martín (T)         | Gigante del Norte           | 18 de septiembre | 16:30   |         |         |         |         |         |         |
| Central Norte (S)            | 1 - 1     | Sportivo Belgrano (SF) | Padre Ernesto Martearena    | 18 de septiembre | 16:30   |         |         |         |         |         |         |
| Unión (S)                    | 1 - 0     | Libertad (S)           | De La Avenida               | 18 de septiembre | 17:00   |         |         |         |         |         |         |
| Crucero del Norte            | 1 - 1     | Talleres (C)           | Comandante Andrés Guacurarí | 18 de septiembre | 18:00   |         |         |         |         |         |         |
| Alumni (VM)                  | 1 - 3     | Tiro Federal (R)       | Plaza Manuel Anselmo Ocampo | 18 de septiembre | 20:00   |         |         |         |         |         |         |
| Racing (C)                   | 1 - 0     | Juventud Antoniana     | Miguel Sancho               | 19 de septiembre | 21:00   |         |         |         |         |         |         |
| Libre: Central Córdoba (SdE) |           |                        |                             |                  |         |         |         |         |         |         |         |

| Fecha 6                  | Fecha 6   | Fecha 6               | Fecha 6                  | Fecha 6          | Fecha 6 | Fecha 6 | Fecha 6 | Fecha 6 | Fecha 6 | Fecha 6 | Fecha 6 |
| Local                    | Resultado | Visitante             | Estadio                  | Fecha            | Hora    |         |         |         |         |         |         |
| ------------------------ | --------- | --------------------- | ------------------------ | ---------------- | ------- | ------- | ------- | ------- | ------- | ------- | ------- |
| Tiro Federal (R)         | 2 - 1     | Racing (C)            | Fortín de Ludueña        | 25 de septiembre | 11:00   |         |         |         |         |         |         |
| Talleres (C)             | 1 - 1     | Central Norte (S)     | La Boutique              | 25 de septiembre | 16:00   |         |         |         |         |         |         |
| Libertad (S)             | 2 - 1     | Alumni (VM)           | Hogar de los Tigres      | 25 de septiembre | 16:15   |         |         |         |         |         |         |
| San Martín (T)           | 0 - 1     | Unión (S)             | La Ciudadela             | 25 de septiembre | 17:00   |         |         |         |         |         |         |
| Sportivo Belgrano (SF)   | 1 - 1     | Gimnasia y Tiro (S)   | Óscar C. Boero           | 25 de septiembre | 17:30   |         |         |         |         |         |         |
| Juventud Antoniana       | 2 - 0     | Central Córdoba (SdE) | Padre Ernesto Martearena | 25 de septiembre | 17:30   |         |         |         |         |         |         |
| Libre: Crucero del Norte |           |                       |                          |                  |         |         |         |         |         |         |         |

| Fecha 7                   | Fecha 7   | Fecha 7                | Fecha 7                     | Fecha 7      | Fecha 7 | Fecha 7 | Fecha 7 | Fecha 7 | Fecha 7 | Fecha 7 | Fecha 7 |
| Local                     | Resultado | Visitante              | Estadio                     | Fecha        | Hora    |         |         |         |         |         |         |
| ------------------------- | --------- | ---------------------- | --------------------------- | ------------ | ------- | ------- | ------- | ------- | ------- | ------- | ------- |
| Unión (S)                 | 1 - 4     | Sportivo Belgrano (SF) | De La Avenida               | 2 de octubre | 16:30   |         |         |         |         |         |         |
| Gimnasia y Tiro (S)       | 3 - 2     | Talleres (C)           | Gigante del Norte           | 2 de octubre | 16:45   |         |         |         |         |         |         |
| Central Norte (S)         | 1 - 1     | Crucero del Norte      | Padre Ernesto Martearena    | 2 de octubre | 17:30   |         |         |         |         |         |         |
| Central Córdoba (SdE)     | 3 - 1     | Tiro Federal (R)       | Alfredo Terrera             | 2 de octubre | 18:00   |         |         |         |         |         |         |
| Racing (C)                | 0 - 0     | Libertad (S)           | Miguel Sancho               | 2 de octubre | 18:00   |         |         |         |         |         |         |
| Alumni (VM)               | 1 - 2     | San Martín (T)         | Plaza Manuel Anselmo Ocampo | 2 de octubre | 20:00   |         |         |         |         |         |         |
| Libre: Juventud Antoniana |           |                        |                             |              |         |         |         |         |         |         |         |

| Fecha 8                  | Fecha 8   | Fecha 8               | Fecha 8                     | Fecha 8      | Fecha 8 | Fecha 8 | Fecha 8 | Fecha 8 | Fecha 8 | Fecha 8 | Fecha 8 |
| Local                    | Resultado | Visitante             | Estadio                     | Fecha        | Hora    |         |         |         |         |         |         |
| ------------------------ | --------- | --------------------- | --------------------------- | ------------ | ------- | ------- | ------- | ------- | ------- | ------- | ------- |
| Sportivo Belgrano (SF)   | 3 - 0     | Alumni (VM)           | Óscar C. Boero              | 8 de octubre | 19:00   |         |         |         |         |         |         |
| Tiro Federal (R)         | 1 - 1     | Juventud Antoniana    | Fortín de Ludueña           | 9 de octubre | 11:00   |         |         |         |         |         |         |
| Libertad (S)             | 1 - 1     | Central Córdoba (SdE) | Hogar de los Tigres         | 9 de octubre | 16:30   |         |         |         |         |         |         |
| Crucero del Norte        | 1 - 0     | Gimnasia y Tiro (S)   | Comandante Andrés Guacurarí | 9 de octubre | 18:00   |         |         |         |         |         |         |
| Talleres (C)             | 1 - 1     | Unión (S)             | La Boutique                 | 9 de octubre | 18:00   |         |         |         |         |         |         |
| San Martín (T)           | 2 - 2     | Racing (C)            | La Ciudadela                | 9 de octubre | 20:00   |         |         |         |         |         |         |
| Libre: Central Norte (S) |           |                       |                             |              |         |         |         |         |         |         |         |

| Fecha 9                 | Fecha 9   | Fecha 9                | Fecha 9                     | Fecha 9       | Fecha 9 | Fecha 9 | Fecha 9 | Fecha 9 | Fecha 9 | Fecha 9 | Fecha 9 |
| Local                   | Resultado | Visitante              | Estadio                     | Fecha         | Hora    |         |         |         |         |         |         |
| ----------------------- | --------- | ---------------------- | --------------------------- | ------------- | ------- | ------- | ------- | ------- | ------- | ------- | ------- |
| Racing (C)              | 0 - 1     | Sportivo Belgrano (SF) | Miguel Sancho               | 14 de octubre | 21:30   |         |         |         |         |         |         |
| Alumni (VM)             | 1 - 1     | Talleres (C)           | Plaza Manuel Anselmo Ocampo | 14 de octubre | 21:45   |         |         |         |         |         |         |
| Juventud Antoniana      | 1 - 1     | Libertad (S)           | Padre Ernesto Martearena    | 14 de octubre | 22:00   |         |         |         |         |         |         |
| Central Córdoba (SdE)   | 0 - 0     | San Martín (T)         | Alfredo Terrera             | 14 de octubre | 22:00   |         |         |         |         |         |         |
| Unión (S)               | 0 - 2     | Crucero del Norte      | De La Avenida               | 15 de octubre | 16:30   |         |         |         |         |         |         |
| Gimnasia y Tiro (S)     | 3 - 1     | Central Norte (S)      | Padre Ernesto Martearena    | 15 de octubre | 22:00   |         |         |         |         |         |         |
| Libre: Tiro Federal (R) |           |                        |                             |               |         |         |         |         |         |         |         |

| Fecha 10                   | Fecha 10  | Fecha 10              | Fecha 10                    | Fecha 10      | Fecha 10 | Fecha 10 | Fecha 10 | Fecha 10 | Fecha 10 | Fecha 10 | Fecha 10 |
| Local                      | Resultado | Visitante             | Estadio                     | Fecha         | Hora     |          |          |          |          |          |          |
| -------------------------- | --------- | --------------------- | --------------------------- | ------------- | -------- | -------- | -------- | -------- | -------- | -------- | -------- |
| Libertad (S)               | 2 - 0     | Tiro Federal (R)      | Hogar de los Tigres         | 19 de octubre | 16:15    |          |          |          |          |          |          |
| Talleres (C)               | 3 - 2     | Racing (C)            | Mario Alberto Kempes        | 19 de octubre | 21:30    |          |          |          |          |          |          |
| Sportivo Belgrano (SF)     | 2 - 0     | Central Córdoba (SdE) | Óscar C. Boero              | 19 de octubre | 21:30    |          |          |          |          |          |          |
| Central Norte (S)          | 0 - 0     | Unión (S)             | Padre Ernesto Martearena    | 19 de octubre | 22:00    |          |          |          |          |          |          |
| San Martín (T)             | 2 - 2     | Juventud Antoniana    | La Ciudadela                | 19 de octubre | 22:00    |          |          |          |          |          |          |
| Crucero del Norte          | 1 - 0     | Alumni (VM)           | Comandante Andrés Guacurarí | 21 de octubre | 21:00    |          |          |          |          |          |          |
| Libre: Gimnasia y Tiro (S) |           |                       |                             |               |          |          |          |          |          |          |          |

| Fecha 11              | Fecha 11  | Fecha 11               | Fecha 11                    | Fecha 11      | Fecha 11 | Fecha 11 | Fecha 11 | Fecha 11 | Fecha 11 | Fecha 11 | Fecha 11 |
| Local                 | Resultado | Visitante              | Estadio                     | Fecha         | Hora     |          |          |          |          |          |          |
| --------------------- | --------- | ---------------------- | --------------------------- | ------------- | -------- | -------- | -------- | -------- | -------- | -------- | -------- |
| Central Córdoba (SdE) | 1 - 1     | Talleres (C)           | Alfredo Terrera             | 28 de octubre | 22:00    |          |          |          |          |          |          |
| Tiro Federal (R)      | 2 - 3     | San Martín (T)         | Fortín de Ludueña           | 30 de octubre | 11:00    |          |          |          |          |          |          |
| Racing (C)            | 1 - 2     | Crucero del Norte      | Miguel Sancho               | 30 de octubre | 16:30    |          |          |          |          |          |          |
| Unión (S)             | 0 - 1     | Gimnasia y Tiro (S)    | De La Avenida               | 30 de octubre | 17:30    |          |          |          |          |          |          |
| Juventud Antoniana    | 2 - 1     | Sportivo Belgrano (SF) | Padre Ernesto Martearena    | 30 de octubre | 18:00    |          |          |          |          |          |          |
| Alumni (VM)           | 0 - 1     | Central Norte (S)      | Plaza Manuel Anselmo Ocampo | 30 de octubre | 20:00    |          |          |          |          |          |          |
| Libre: Libertad (S)   |           |                        |                             |               |          |          |          |          |          |          |          |

| Fecha 12               | Fecha 12  | Fecha 12              | Fecha 12                    | Fecha 12       | Fecha 12 | Fecha 12 | Fecha 12 | Fecha 12 | Fecha 12 | Fecha 12 | Fecha 12 |
| Local                  | Resultado | Visitante             | Estadio                     | Fecha          | Hora     |          |          |          |          |          |          |
| ---------------------- | --------- | --------------------- | --------------------------- | -------------- | -------- | -------- | -------- | -------- | -------- | -------- | -------- |
| Gimnasia y Tiro (S)    | 2 - 1     | Alumni (VM)           | Gigante del Norte           | 6 de noviembre | 17:00    |          |          |          |          |          |          |
| Central Norte (S)      | 2 - 1     | Racing (C)            | Padre Ernesto Martearena    | 6 de noviembre | 17:00    |          |          |          |          |          |          |
| Crucero del Norte      | 0 - 1     | Central Córdoba (SdE) | Comandante Andrés Guacurarí | 6 de noviembre | 18:00    |          |          |          |          |          |          |
| Sportivo Belgrano (SF) | 1 - 1     | Tiro Federal (R)      | Óscar C. Boero              | 6 de noviembre | 19:00    |          |          |          |          |          |          |
| San Martín (T)         | 2 - 1     | Libertad (S)          | La Ciudadela                | 6 de noviembre | 19:00    |          |          |          |          |          |          |
| Talleres (C)           | 1 - 2     | Juventud Antoniana    | La Boutique                 | 6 de noviembre | 20:15    |          |          |          |          |          |          |
| Libre: Unión (S)       |           |                       |                             |                |          |          |          |          |          |          |          |

| Fecha 13              | Fecha 13  | Fecha 13               | Fecha 13                    | Fecha 13        | Fecha 13 | Fecha 13 | Fecha 13 | Fecha 13 | Fecha 13 | Fecha 13 | Fecha 13 |
| Local                 | Resultado | Visitante              | Estadio                     | Fecha           | Hora     |          |          |          |          |          |          |
| --------------------- | --------- | ---------------------- | --------------------------- | --------------- | -------- | -------- | -------- | -------- | -------- | -------- | -------- |
| Racing (C)            | 3 - 0     | Gimnasia y Tiro (S)    | Miguel Sancho               | 11 de noviembre | 21:30    |          |          |          |          |          |          |
| Alumni (VM)           | 2 - 0     | Unión (S)              | Plaza Manuel Anselmo Ocampo | 11 de noviembre | 21:30    |          |          |          |          |          |          |
| Juventud Antoniana    | 0 - 0     | Crucero del Norte      | Padre Ernesto Martearena    | 11 de noviembre | 22:00    |          |          |          |          |          |          |
| Libertad (S)          | 0 - 0     | Sportivo Belgrano (SF) | Hogar de los Tigres         | 12 de noviembre | 18:30    |          |          |          |          |          |          |
| Central Córdoba (SdE) | 1 - 0     | Central Norte (S)      | Alfredo Terrera             | 12 de noviembre | 22:00    |          |          |          |          |          |          |
| Tiro Federal (R)      | 0 - 0     | Talleres (C)           | Fortín de Ludueña           | 13 de noviembre | 17:00    |          |          |          |          |          |          |
| Libre: San Martín (T) |           |                        |                             |                 |          |          |          |          |          |          |          |

| Fecha 14              | Fecha 14  | Fecha 14               | Fecha 14                 | Fecha 14        | Fecha 14 | Fecha 14 | Fecha 14 | Fecha 14 | Fecha 14 | Fecha 14 | Fecha 14 |
| Local                 | Resultado | Visitante              | Estadio                  | Fecha           | Hora     |          |          |          |          |          |          |
| --------------------- | --------- | ---------------------- | ------------------------ | --------------- | -------- | -------- | -------- | -------- | -------- | -------- | -------- |
| Racing (C)            | 2 - 1     | Unión (S)              | Miguel Sancho            | 15 de noviembre | 21:30    |          |          |          |          |          |          |
| Tiro Federal (R)      | 2 - 1     | Crucero del Norte      | Fortín de Ludueña        | 16 de noviembre | 20:00    |          |          |          |          |          |          |
| Central Córdoba (SdE) | 1 - 0     | Gimnasia y Tiro (S)    | Alfredo Terrera          | 16 de noviembre | 22:00    |          |          |          |          |          |          |
| Juventud Antoniana    | 1 - 2     | Central Norte (S)      | Padre Ernesto Martearena | 16 de noviembre | 22:00    |          |          |          |          |          |          |
| San Martín (T)        | 2 - 0     | Sportivo Belgrano (SF) | La Ciudadela             | 16 de noviembre | 22:00    |          |          |          |          |          |          |
| Libertad (S)          | 1 - 2     | Talleres (C)           | Hogar de los Tigres      | 17 de noviembre | 19:30    |          |          |          |          |          |          |
| Libre: Alumni (VM)    |           |                        |                          |                 |          |          |          |          |          |          |          |

| Fecha 15                      | Fecha 15  | Fecha 15              | Fecha 15                    | Fecha 15        | Fecha 15 | Fecha 15 | Fecha 15 | Fecha 15 | Fecha 15 | Fecha 15 | Fecha 15 |
| Local                         | Resultado | Visitante             | Estadio                     | Fecha           | Hora     |          |          |          |          |          |          |
| ----------------------------- | --------- | --------------------- | --------------------------- | --------------- | -------- | -------- | -------- | -------- | -------- | -------- | -------- |
| Central Norte (S)             | 1 - 0     | Tiro Federal (R)      | Padre Ernesto Martearena    | 20 de noviembre | 17:00    |          |          |          |          |          |          |
| Alumni (VM)                   | 1 - 3     | Racing (C)            | Plaza Manuel Anselmo Ocampo | 20 de noviembre | 17:00    |          |          |          |          |          |          |
| Unión (S)                     | 0 - 1     | Central Córdoba (SdE) | De La Avenida               | 20 de noviembre | 17:30    |          |          |          |          |          |          |
| Crucero del Norte             | 3 - 1     | Libertad (S)          | Comandante Andrés Guacurarí | 20 de noviembre | 18:00    |          |          |          |          |          |          |
| Gimnasia y Tiro (S)           | 0 - 2     | Juventud Antoniana    | Gigante del Norte           | 20 de noviembre | 19:30    |          |          |          |          |          |          |
| Talleres (C)                  | 1 - 1     | San Martín (T)        | Mario Alberto Kempes        | 20 de noviembre | 21:10    |          |          |          |          |          |          |
| Libre: Sportivo Belgrano (SF) |           |                       |                             |                 |          |          |          |          |          |          |          |

| Fecha 16               | Fecha 16  | Fecha 16            | Fecha 16                 | Fecha 16        | Fecha 16 | Fecha 16 | Fecha 16 | Fecha 16 | Fecha 16 | Fecha 16 | Fecha 16 |
| Local                  | Resultado | Visitante           | Estadio                  | Fecha           | Hora     |          |          |          |          |          |          |
| ---------------------- | --------- | ------------------- | ------------------------ | --------------- | -------- | -------- | -------- | -------- | -------- | -------- | -------- |
| Libertad (S)           | 0 - 2     | Central Norte (S)   | Hogar de los Tigres      | 26 de noviembre | 18:30    |          |          |          |          |          |          |
| Juventud Antoniana     | 2 - 0     | Unión (S)           | Padre Ernesto Martearena | 27 de noviembre | 17:30    |          |          |          |          |          |          |
| Central Córdoba (SdE)  | 1 - 1     | Alumni (VM)         | Alfredo Terrera          | 27 de noviembre | 18:15    |          |          |          |          |          |          |
| San Martín (T)         | 1 - 1     | Crucero del Norte   | La Ciudadela             | 27 de noviembre | 19:00    |          |          |          |          |          |          |
| Tiro Federal (R)       | 2 - 1     | Gimnasia y Tiro (S) | Fortín de Ludueña        | 27 de noviembre | 21:00    |          |          |          |          |          |          |
| Sportivo Belgrano (SF) | 1 - 1     | Talleres (C)        | Óscar C. Boero           | 27 de noviembre | 21:15    |          |          |          |          |          |          |
| Libre: Racing (C)      |           |                     |                          |                 |          |          |          |          |          |          |          |

| Fecha 17            | Fecha 17  | Fecha 17               | Fecha 17                    | Fecha 17       | Fecha 17 | Fecha 17 | Fecha 17 | Fecha 17 | Fecha 17 | Fecha 17 | Fecha 17 |
| Local               | Resultado | Visitante              | Estadio                     | Fecha          | Hora     |          |          |          |          |          |          |
| ------------------- | --------- | ---------------------- | --------------------------- | -------------- | -------- | -------- | -------- | -------- | -------- | -------- | -------- |
| Racing (C)          | 1 - 1     | Central Córdoba (SdE)  | Miguel Sancho               | 2 de diciembre | 21:30    |          |          |          |          |          |          |
| Alumni (VM)         | 0 - 0     | Juventud Antoniana     | Plaza Manuel Anselmo Ocampo | 2 de diciembre | 21:45    |          |          |          |          |          |          |
| Gimnasia y Tiro (S) | 1 - 1     | Libertad (S)           | Gigante del Norte           | 2 de diciembre | 22:00    |          |          |          |          |          |          |
| Unión (S)           | 2 - 2     | Tiro Federal (R)       | De La Avenida               | 3 de diciembre | 17:00    |          |          |          |          |          |          |
| Crucero del Norte   | 4 - 1     | Sportivo Belgrano (SF) | Comandante Andrés Guacurarí | 3 de diciembre | 20:00    |          |          |          |          |          |          |
| Central Norte (S)   | 1 - 1     | San Martín (T)         | Padre Ernesto Martearena    | 3 de diciembre | 22:10    |          |          |          |          |          |          |
| Libre: Talleres (C) |           |                        |                             |                |          |          |          |          |          |          |          |

| Fecha 18                     | Fecha 18  | Fecha 18            | Fecha 18                 | Fecha 18       | Fecha 18 | Fecha 18 | Fecha 18 | Fecha 18 | Fecha 18 | Fecha 18 | Fecha 18 |
| Local                        | Resultado | Visitante           | Estadio                  | Fecha          | Hora     |          |          |          |          |          |          |
| ---------------------------- | --------- | ------------------- | ------------------------ | -------------- | -------- | -------- | -------- | -------- | -------- | -------- | -------- |
| Libertad (S)                 | 0 - 0     | Unión (S)           | Hogar de los Tigres      | 7 de diciembre | 19:00    |          |          |          |          |          |          |
| Tiro Federal (R)             | 1 - 0     | Alumni (VM)         | Fortín de Ludueña        | 7 de diciembre | 20:00    |          |          |          |          |          |          |
| Sportivo Belgrano (SF)       | 2 - 2     | Central Norte (S)   | Óscar C. Boero           | 7 de diciembre | 21:30    |          |          |          |          |          |          |
| San Martín (T)               | 1 - 0     | Gimnasia y Tiro (S) | La Ciudadela             | 7 de diciembre | 22:00    |          |          |          |          |          |          |
| Talleres (C)                 | 1 - 1     | Crucero del Norte   | La Boutique              | 7 de diciembre | 22:00    |          |          |          |          |          |          |
| Juventud Antoniana           | 3 - 0     | Racing (C)          | Padre Ernesto Martearena | 7 de diciembre | 22:15    |          |          |          |          |          |          |
| Libre: Central Córdoba (SdE) |           |                     |                          |                |          |          |          |          |          |          |          |

| Fecha 19                 | Fecha 19  | Fecha 19               | Fecha 19                    | Fecha 19        | Fecha 19 | Fecha 19 | Fecha 19 | Fecha 19 | Fecha 19 | Fecha 19 | Fecha 19 |
| Local                    | Resultado | Visitante              | Estadio                     | Fecha           | Hora     |          |          |          |          |          |          |
| ------------------------ | --------- | ---------------------- | --------------------------- | --------------- | -------- | -------- | -------- | -------- | -------- | -------- | -------- |
| Unión (S)                | 1 - 1     | San Martín (T)         | De La Avenida               | 11 de diciembre | 17:00    |          |          |          |          |          |          |
| Central Norte (S)        | 1 - 1     | Talleres (C)           | Padre Ernesto Martearena    | 11 de diciembre | 17:30    |          |          |          |          |          |          |
| Gimnasia y Tiro (S)      | 1 - 3     | Sportivo Belgrano (SF) | Gigante del Norte           | 11 de diciembre | 19:30    |          |          |          |          |          |          |
| Central Córdoba (SdE)    | 2 - 2     | Juventud Antoniana     | Alfredo Terrera             | 11 de diciembre | 20:00    |          |          |          |          |          |          |
| Alumni (VM)              | 2 - 1     | Libertad (S)           | Plaza Manuel Anselmo Ocampo | 11 de diciembre | 20:30    |          |          |          |          |          |          |
| Racing (C)               | 2 - 1     | Tiro Federal (R)       | Miguel Sancho               | 11 de diciembre | 21:00    |          |          |          |          |          |          |
| Libre: Crucero del Norte |           |                        |                             |                 |          |          |          |          |          |          |          |

| Fecha 20                  | Fecha 20  | Fecha 20              | Fecha 20                    | Fecha 20    | Fecha 20 | Fecha 20 | Fecha 20 | Fecha 20 | Fecha 20 | Fecha 20 | Fecha 20 |
| Local                     | Resultado | Visitante             | Estadio                     | Fecha       | Hora     |          |          |          |          |          |          |
| ------------------------- | --------- | --------------------- | --------------------------- | ----------- | -------- | -------- | -------- | -------- | -------- | -------- | -------- |
| Tiro Federal (R)          | 0 - 0     | Central Córdoba (SdE) | Fortín de Ludueña           | 28 de enero | 19:00    |          |          |          |          |          |          |
| Libertad (S)              | 4 - 1     | Racing (C)            | Hogar de los Tigres         | 29 de enero | 18:30    |          |          |          |          |          |          |
| San Martín (T)            | 0 - 2     | Alumni (VM)           | La Ciudadela                | 29 de enero | 19:00    |          |          |          |          |          |          |
| Crucero del Norte         | 3 - 1     | Central Norte (S)     | Comandante Andrés Guacurarí | 29 de enero | 19:00    |          |          |          |          |          |          |
| Sportivo Belgrano (SF)    | 3 - 1     | Unión (S)             | Óscar C. Boero              | 29 de enero | 20:00    |          |          |          |          |          |          |
| Talleres (C)              | 2 - 4     | Gimnasia y Tiro (S)   | La Boutique                 | 29 de enero | 20:00    |          |          |          |          |          |          |
| Libre: Juventud Antoniana |           |                       |                             |             |          |          |          |          |          |          |          |

| Fecha 21                 | Fecha 21  | Fecha 21               | Fecha 21                    | Fecha 21     | Fecha 21 | Fecha 21 | Fecha 21 | Fecha 21 | Fecha 21 | Fecha 21 | Fecha 21 |
| Local                    | Resultado | Visitante              | Estadio                     | Fecha        | Hora     |          |          |          |          |          |          |
| ------------------------ | --------- | ---------------------- | --------------------------- | ------------ | -------- | -------- | -------- | -------- | -------- | -------- | -------- |
| Racing (C)               | 0 - 1     | San Martín (T)         | Miguel Sancho               | 3 de febrero | 21:35    |          |          |          |          |          |          |
| Central Córdoba (SdE)    | 1 - 2     | Libertad (S)           | Alfredo Terrera             | 3 de febrero | 22:00    |          |          |          |          |          |          |
| Unión (S)                | 1 - 4     | Talleres (C)           | De La Avenida               | 5 de febrero | 18:00    |          |          |          |          |          |          |
| Juventud Antoniana       | 0 - 2     | Tiro Federal (R)       | Padre Ernesto Martearena    | 5 de febrero | 20:05    |          |          |          |          |          |          |
| Gimnasia y Tiro (S)      | 3 - 0     | Crucero del Norte      | Gigante del Norte           | 5 de febrero | 20:10    |          |          |          |          |          |          |
| Alumni (VM)              | 2 - 1     | Sportivo Belgrano (SF) | Plaza Manuel Anselmo Ocampo | 7 de febrero | 22:00    |          |          |          |          |          |          |
| Libre: Central Norte (S) |           |                        |                             |              |          |          |          |          |          |          |          |

| Fecha 22                | Fecha 22  | Fecha 22              | Fecha 22                    | Fecha 22      | Fecha 22 | Fecha 22 | Fecha 22 | Fecha 22 | Fecha 22 | Fecha 22 | Fecha 22 |
| Local                   | Resultado | Visitante             | Estadio                     | Fecha         | Hora     |          |          |          |          |          |          |
| ----------------------- | --------- | --------------------- | --------------------------- | ------------- | -------- | -------- | -------- | -------- | -------- | -------- | -------- |
| Talleres (C)            | 2 - 1     | Alumni (VM)           | La Boutique                 | 10 de febrero | 21:00    |          |          |          |          |          |          |
| Libertad (S)            | 2 - 2     | Juventud Antoniana    | Hogar de los Tigres         | 11 de febrero | 18:30    |          |          |          |          |          |          |
| San Martín (T)          | 2 - 2     | Central Córdoba (SdE) | La Ciudadela                | 11 de febrero | 19:00    |          |          |          |          |          |          |
| Sportivo Belgrano (SF)  | 1 - 0     | Racing (C)            | Óscar C. Boero              | 11 de febrero | 20:45    |          |          |          |          |          |          |
| Crucero del Norte       | 1 - 1     | Unión (S)             | Comandante Andrés Guacurarí | 11 de febrero | 21:00    |          |          |          |          |          |          |
| Central Norte (S)       | 4 - 0     | Gimnasia y Tiro (S)   | Padre Ernesto Martearena    | 12 de febrero | 17:00    |          |          |          |          |          |          |
| Libre: Tiro Federal (R) |           |                       |                             |               |          |          |          |          |          |          |          |

| Fecha 23                   | Fecha 23  | Fecha 23               | Fecha 23                    | Fecha 23      | Fecha 23 | Fecha 23 | Fecha 23 | Fecha 23 | Fecha 23 | Fecha 23 | Fecha 23 |
| Local                      | Resultado | Visitante              | Estadio                     | Fecha         | Hora     |          |          |          |          |          |          |
| -------------------------- | --------- | ---------------------- | --------------------------- | ------------- | -------- | -------- | -------- | -------- | -------- | -------- | -------- |
| Tiro Federal (R)           | 0 - 3     | Libertad (S)           | Fortín de Ludueña           | 15 de febrero | 20:10    |          |          |          |          |          |          |
| Unión (S)                  | 2 - 0     | Central Norte (S)      | De La Avenida               | 15 de febrero | 21:10    |          |          |          |          |          |          |
| Racing (C)                 | 3 - 0     | Talleres (C)           | Mario Alberto Kempes        | 15 de febrero | 21:35    |          |          |          |          |          |          |
| Central Córdoba (SdE)      | 2 - 1     | Sportivo Belgrano (SF) | Alfredo Terrera             | 15 de febrero | 22:00    |          |          |          |          |          |          |
| Juventud Antoniana         | 0 - 2     | San Martín (T)         | Padre Ernesto Martearena    | 15 de febrero | 22:05    |          |          |          |          |          |          |
| Alumni (VM)                | 2 - 0     | Crucero del Norte      | Plaza Manuel Anselmo Ocampo | 15 de febrero | 22:15    |          |          |          |          |          |          |
| Libre: Gimnasia y Tiro (S) |           |                        |                             |               |          |          |          |          |          |          |          |

| Fecha 24               | Fecha 24  | Fecha 24              | Fecha 24                 | Fecha 24      | Fecha 24 | Fecha 24 | Fecha 24 | Fecha 24 | Fecha 24 | Fecha 24 | Fecha 24 |
| Local                  | Resultado | Visitante             | Estadio                  | Fecha         | Hora     |          |          |          |          |          |          |
| ---------------------- | --------- | --------------------- | ------------------------ | ------------- | -------- | -------- | -------- | -------- | -------- | -------- | -------- |
| Central Norte (S)      | 1 - 0     | Alumni (VM)           | Padre Ernesto Martearena | 19 de febrero | 18:00    |          |          |          |          |          |          |
| Crucero del Norte      | 2 - 1     | Racing (C)            | Comandante Guacurarí     | 19 de febrero | 19:00    |          |          |          |          |          |          |
| Gimnasia y Tiro (S)    | 2 - 0     | Unión (S)             | Gigante del Norte        | 19 de febrero | 19:30    |          |          |          |          |          |          |
| San Martín (T)         | 1 - 1     | Tiro Federal (R)      | La Ciudadela             | 19 de febrero | 20:00    |          |          |          |          |          |          |
| Talleres (C)           | 1 - 0     | Central Córdoba (SdE) | Mario Alberto Kempes     | 19 de febrero | 21:00    |          |          |          |          |          |          |
| Sportivo Belgrano (SF) | 2 - 1     | Juventud Antoniana    | Óscar Boero              | 20 de febrero | 18:30    |          |          |          |          |          |          |
| Libre: Libertad (S)    |           |                       |                          |               |          |          |          |          |          |          |          |

| Fecha 25              | Fecha 25  | Fecha 25               | Fecha 25                 | Fecha 25      | Fecha 25 | Fecha 25 | Fecha 25 | Fecha 25 | Fecha 25 | Fecha 25 | Fecha 25 |
| Local                 | Resultado | Visitante              | Estadio                  | Fecha         | Hora     |          |          |          |          |          |          |
| --------------------- | --------- | ---------------------- | ------------------------ | ------------- | -------- | -------- | -------- | -------- | -------- | -------- | -------- |
| Libertad (S)          | 1 - 1     | San Martín (T)         | Hogar de los Tigres      | 26 de febrero | 18:35    |          |          |          |          |          |          |
| Tiro Federal (R)      | 0 - 1     | Sportivo Belgrano (SF) | Fortín de Ludueña        | 26 de febrero | 20:00    |          |          |          |          |          |          |
| Central Córdoba (SdE) | 0 - 0     | Crucero del Norte      | Alfredo Terrera          | 26 de febrero | 21:00    |          |          |          |          |          |          |
| Juventud Antoniana    | 2 - 3     | Talleres (C)           | Padre Ernesto Martearena | 26 de febrero | 21:00    |          |          |          |          |          |          |
| Racing (C)            | 1 - 0     | Central Norte (S)      | Miguel Sancho            | 26 de febrero | 21:00    |          |          |          |          |          |          |
| Alumni (VM)           | 1 - 1     | Gimnasia y Tiro (S)    | Plaza Ocampo             | 26 de febrero | 21:20    |          |          |          |          |          |          |
| Libre: Unión (S)      |           |                        |                          |               |          |          |          |          |          |          |          |

| Fecha 26               | Fecha 26  | Fecha 26              | Fecha 26                    | Fecha 26   | Fecha 26 | Fecha 26 | Fecha 26 | Fecha 26 | Fecha 26 | Fecha 26 | Fecha 26 |
| Local                  | Resultado | Visitante             | Estadio                     | Fecha      | Hora     |          |          |          |          |          |          |
| ---------------------- | --------- | --------------------- | --------------------------- | ---------- | -------- | -------- | -------- | -------- | -------- | -------- | -------- |
| Sportivo Belgrano (SF) | 1 - 0     | Libertad (S)          | Óscar C. Boero              | 2 de marzo | 21:30    |          |          |          |          |          |          |
| Talleres (C)           | 2 - 0     | Tiro Federal (R)      | Mario Alberto Kempes        | 2 de marzo | 21:30    |          |          |          |          |          |          |
| Crucero del Norte      | 2 - 0     | Juventud Antoniana    | Comandante Andrés Guacurarí | 2 de marzo | 21:30    |          |          |          |          |          |          |
| Central Norte (S)      | 1 - 1     | Central Córdoba (SdE) | Padre Ernesto Martearena    | 2 de marzo | 21:30    |          |          |          |          |          |          |
| Gimnasia y Tiro (S)    | 0 - 1     | Racing (C)            | Gigante del Norte           | 2 de marzo | 21:30    |          |          |          |          |          |          |
| Unión (S)              | 2 - 2     | Alumni (VM)           | De la Avenida               | 4 de marzo | 17:00    |          |          |          |          |          |          |
| Libre: San Martín (T)  |           |                       |                             |            |          |          |          |          |          |          |          |

### Zona Sur
| Pos | Equipo                       | Pts | PJ | PG | PE | PP | GF | GC | Dif |
| --- | ---------------------------- | --- | -- | -- | -- | -- | -- | -- | --- |
| 1   | Santamarina                  | 38  | 22 | 9  | 11 | 2  | 37 | 20 | 17  |
| 2   | Defensores de Belgrano (VR)  | 36  | 22 | 10 | 6  | 6  | 36 | 25 | 11  |
| 3   | Douglas Haig                 | 35  | 22 | 10 | 5  | 7  | 33 | 20 | 13  |
| 4   | Racing (O)                   | 34  | 22 | 10 | 4  | 8  | 21 | 18 | 3   |
| 5   | Unión (MdP)                  | 32  | 22 | 9  | 5  | 8  | 27 | 26 | 1   |
| 6   | Deportivo Maipú              | 32  | 22 | 8  | 8  | 6  | 21 | 21 | 0   |
| 7   | Huracán (TA)                 | 28  | 22 | 7  | 7  | 8  | 22 | 27 | -5  |
| 8   | Cipolletti                   | 27  | 22 | 7  | 6  | 9  | 29 | 35 | -6  |
| 9   | Gimnasia y Esgrima (CdU)     | 25  | 22 | 6  | 7  | 9  | 20 | 27 | -7  |
| 10  | Rivadavia (L)                | 24  | 22 | 6  | 6  | 10 | 25 | 31 | -6  |
| 11  | Juventud Unida Universitario | 23  | 22 | 5  | 8  | 9  | 23 | 29 | -6  |
| 12  | CAI                          | 21  | 22 | 4  | 9  | 9  | 22 | 37 | -15 |

|  | Equipos clasificados a la segunda fase. |

| Unión (MdP)     | 1 - 0 | Gimnasia y Esgrima (CdU)    | José María Minella           | 27 de agosto | 15:30 |
| CAI             | 0 - 1 | Huracán (TA)                | Municipal Comodoro Rivadavia | 28 de agosto | 15:00 |
| Racing (O)      | 2 - 1 | Cipolletti                  | José Buglione Martinese      | 28 de agosto | 15:30 |
| Douglas Haig    | 2 - 0 | Rivadavia (L)               | Miguel Morales               | 28 de agosto | 15:30 |
| Juventud U.U    | 2 - 2 | Santamarina                 | Mario Sebastián Diez         | 28 de agosto | 16:00 |
| Deportivo Maipú | 1 - 0 | Defensores de Belgrano (VR) | Omar Higinio Sperdutti       | 28 de agosto | 17:00 |

| Defensores de Belgrano (VR) | 1 - 0 | Douglas Haig             | Salomón Boeseldín               | 3 de septiembre | 13:00 |
| Rivadavia (L)               | 1 - 0 | Racing (O)               | El Coliseo                      | 3 de septiembre | 14:00 |
| Santamarina                 | 0 - 0 | Deportivo Maipú          | Municipal General San Martín    | 3 de septiembre | 20:00 |
| CAI                         | 0 - 2 | Unión (MdP)              | Municipal de Comodoro Rivadavia | 4 de septiembre | 15:00 |
| Huracán (TA)                | 1 - 0 | Juventud U.U             | Roberto Lorenzo Bottino         | 4 de septiembre | 16:00 |
| Cipolletti                  | 3 - 1 | Gimnasia y Esgrima (CdU) | La Visera de Cemento            | 4 de septiembre | 16:00 |

| Unión (MdP)              | 1 - 1 | Cipolletti                  | José María Minella      | 11 de septiembre | 15:00 |
| Racing (O)               | 0 - 0 | Defensores de Belgrano (VR) | José Buglione Martinese | 11 de septiembre | 15:30 |
| Douglas Haig             | 1 - 1 | Santamarina                 | Miguel Morales          | 11 de septiembre | 15:30 |
| Gimnasia y Esgrima (CdU) | 0 - 1 | Rivadavia (L)               | Manuel y Ramón Núñez    | 11 de septiembre | 16:00 |
| Juventud U.U             | 1 - 2 | CAI                         | Mario Sebastián Diez    | 11 de septiembre | 16:00 |
| Deportivo Maipú          | 1 - 1 | Huracán (TA)                | Omar Higinio Sperdutti  | 11 de septiembre | 17:00 |

| Rivadavia (L)               | 1 - 1 | Cipolletti               | El Coliseo                      | 18 de septiembre | 14:30 |
| CAI                         | 1 - 0 | Deportivo Maipú          | Municipal de Comodoro Rivadavia | 18 de septiembre | 15:00 |
| Juventud U.U                | 2 - 0 | Unión (MdP)              | Mario Sebastián Diez            | 18 de septiembre | 16:00 |
| Huracán (TA)                | 2 - 2 | Douglas Haig             | Roberto Lorenzo Bottino         | 18 de septiembre | 16:00 |
| Defensores de Belgrano (VR) | 3 - 2 | Gimnasia y Esgrima (CdU) | Salomón Boeseldín               | 18 de septiembre | 16:30 |
| Santamarina                 | 1 - 1 | Racing (O)               | Municipal General San Martín    | 19 de septiembre | 20:00 |

| Unión (MdP)              | 1 - 2 | Rivadavia (L)               | José María Minella      | 25 de septiembre | 15:30 |
| Douglas Haig             | 3 - 0 | CAI                         | Miguel Morales          | 25 de septiembre | 15:30 |
| Gimnasia y Esgrima (CdU) | 1 - 1 | Santamarina                 | Manuel y Ramón Núñez    | 25 de septiembre | 16:30 |
| Deportivo Maipú          | 2 - 1 | Juventud U.U                | Omar Higinio Sperdutti  | 25 de septiembre | 17:30 |
| Racing (O)               | 0 - 1 | Huracán (TA)                | José Buglione Martinese | 26 de septiembre | 21:00 |
| Cipolletti               | 0 - 3 | Defensores de Belgrano (VR) | La Visera de Cemento    | 27 de septiembre | 16:00 |

| Juventud U.U                | 2 - 1 | Douglas Haig             | Mario Sebastián Diez            | 2 de octubre | 16:00 |
| CAI                         | 0 - 2 | Racing (O)               | Municipal de Comodoro Rivadavia | 2 de octubre | 16:00 |
| Defensores de Belgrano (VR) | 2 - 1 | Rivadavia (L)            | Salomón Boeseldín               | 2 de octubre | 16:30 |
| Deportivo Maipú             | 3 - 2 | Unión (MdP)              | Omar Higinio Sperdutti          | 2 de octubre | 17:30 |
| Huracán (TA)                | 0 - 0 | Gimnasia y Esgrima (CdU) | Roberto Lorenzo Bottino         | 2 de octubre | 20:00 |
| Santamarina                 | 1 - 0 | Cipolletti               | Municipal General San Martín    | 3 de octubre | 20:30 |

| Rivadavia (L)            | 2 - 0 | Santamarina                 | El Coliseo              | 8 de octubre  | 16:00 |
| Unión (MdP)              | 1 - 2 | Defensores de Belgrano (VR) | José María Minella      | 9 de octubre  | 15:30 |
| Cipolletti               | 1 - 0 | Huracán (TA)                | La Visera de Cemento    | 9 de octubre  | 16:00 |
| Douglas Haig             | 4 - 1 | Deportivo Maipú             | Miguel Morales          | 9 de octubre  | 16:00 |
| Gimnasia y Esgrima (CdU) | 1 - 3 | CAI                         | Manuel y Ramón Núñez    | 9 de octubre  | 17:00 |
| Racing (O)               | 1 - 0 | Juventud U.U                | José Buglione Martinese | 11 de octubre | 21:00 |

| Douglas Haig    | 3 - 0 | Unión (MdP)                 | Miguel Morales                  | 15 de octubre | 15:00 |
| Huracán (TA)    | 2 - 0 | Rivadavia (L)               | Roberto Lorenzo Bottino         | 15 de octubre | 20:00 |
| CAI             | 1 - 2 | Cipolletti                  | Municipal de Comodoro Rivadavia | 16 de octubre | 16:00 |
| Juventud U.U    | 1 - 1 | Gimnasia y Esgrima (CdU)    | Mario Sebastián Diez            | 16 de octubre | 16:30 |
| Deportivo Maipú | 1 - 0 | Racing (O)                  | Omar Higinio Sperdutti          | 16 de octubre | 18:00 |
| Santamarina     | 3 - 0 | Defensores de Belgrano (VR) | Municipal General San Martín    | 16 de octubre | 20:00 |

| Rivadavia (L)               | 2 - 2 | CAI             | El Coliseo              | 29 de octubre | 15:00 |
| Racing (O)                  | 1 - 0 | Douglas Haig    | José Buglione Martinese | 30 de octubre | 15:30 |
| Cipolletti                  | 1 - 1 | Juventud U.U    | La Visera de Cemento    | 30 de octubre | 16:00 |
| Defensores de Belgrano (VR) | 4 - 1 | Huracán (TA)    | Salomón Boeseldín       | 30 de octubre | 16:30 |
| Unión (MdP)                 | 1 - 2 | Santamarina     | José María Minella      | 30 de octubre | 19:00 |
| Gimnasia y Esgrima (CdU)    | 0 - 0 | Deportivo Maipú | Manuel y Ramón Núñez    | 30 de octubre | 20:00 |

| Deportivo Maipú | 3 - 0 | Cipolletti                  | Omar Higinio Sperdutti          | 4 de noviembre | 21:15 |
| Huracán (TA)    | 2 - 0 | Santamarina                 | Roberto Lorenzo Bottino         | 5 de noviembre | 20:00 |
| Douglas Haig    | 0 - 1 | Gimnasia y Esgrima (CdU)    | Miguel Morales                  | 6 de noviembre | 15:45 |
| Racing (O)      | 1 - 2 | Unión (MdP)                 | José Buglione Martinese         | 6 de noviembre | 16:00 |
| CAI             | 1 - 1 | Defensores de Belgrano (VR) | Municipal de Comodoro Rivadavia | 6 de noviembre | 16:00 |
| Juventud U.U    | 1 - 0 | Rivadavia (L)               | Mario Sebastián Diez            | 6 de noviembre | 17:00 |

| Gimnasia y Esgrima (CdU)    | 1 - 1 | Racing (O)      | Manuel y Ramón Núñez         | 11 de noviembre | 21:30 |
| Rivadavia (L)               | 2 - 3 | Deportivo Maipú | El Coliseo                   | 12 de noviembre | 17:15 |
| Cipolletti                  | 0 - 3 | Douglas Haig    | La Visera de Cemento         | 12 de noviembre | 17:30 |
| Defensores de Belgrano (VR) | 1 - 1 | Juventud U.U    | Salomón Boeseldín            | 12 de noviembre | 18:30 |
| Unión (MdP)                 | 3 - 0 | Huracán (TA)    | José María Minella           | 12 de noviembre | 19:00 |
| Santamarina                 | 0 - 0 | CAI             | Municipal General San Martín | 12 de noviembre | 20:30 |

| Rivadavia (L)               | 0 - 2 | Douglas Haig    | El Coliseo                   | 16 de noviembre | 17:00 |
| Cipolletti                  | 2 - 0 | Racing (O)      | La Visera de Cemento         | 16 de noviembre | 17:30 |
| Defensores de Belgrano (VR) | 4 - 1 | Deportivo Maipú | Salomón Boeseldín            | 16 de noviembre | 20:30 |
| Santamarina                 | 4 - 1 | Juventud U.U    | Municipal General San Martín | 16 de noviembre | 20:30 |
| Huracán (TA)                | 1 - 1 | CAI             | Roberto Lorenzo Bottino      | 16 de noviembre | 21:00 |
| Gimnasia y Esgrima (CdU)    | 2 - 0 | Unión (MdP)     | Manuel y Ramón Núñez         | 16 de noviembre | 21:30 |

| Deportivo Maipú          | 1 - 1 | Santamarina                 | Omar Higinio Sperdutti  | 20 de noviembre | 18:30 |
| Unión (MdP)              | 2 - 2 | CAI                         | José María Minella      | 20 de noviembre | 19:00 |
| Juventud U.U             | 2 - 2 | Huracán (TA)                | Mario Sebastián Diez    | 20 de noviembre | 20:00 |
| Gimnasia y Esgrima (CdU) | 1 - 1 | Cipolletti                  | Manuel y Ramón Núñez    | 20 de noviembre | 20:30 |
| Racing (O)               | 1 - 0 | Rivadavia (L)               | José Buglione Martinese | 21 de noviembre | 21:00 |
| Douglas Haig             | 5 - 3 | Defensores de Belgrano (VR) | Miguel Morales          | 21 de noviembre | 21:00 |

| Santamarina                 | 0 - 0 | Douglas Haig             | Municipal General San Martín    | 26 de noviembre | 20:30 |
| Rivadavia (L)               | 3 - 1 | Gimnasia y Esgrima (CdU) | El Coliseo                      | 27 de noviembre | 17:30 |
| CAI                         | 0 - 0 | Juventud U.U             | Municipal de Comodoro Rivadavia | 27 de noviembre | 17:45 |
| Defensores de Belgrano (VR) | 1 - 0 | Racing (O)               | Salomón Boeseldín               | 27 de noviembre | 21:30 |
| Cipolletti                  | 1 - 3 | Unión (MdP)              | La Visera de Cemento            | 28 de noviembre | 17:00 |
| Huracán (TA)                | 0 - 0 | Deportivo Maipú          | Roberto Lorenzo Bottino         | 28 de noviembre | 17:30 |

| Gimnasia y Esgrima (CdU) | 1 - 0 | Defensores de Belgrano (VR) | Manuel y Ramón Núñez    | 3 de diciembre | 21:30 |
| Unión (MdP)              | 1 - 0 | Juventud U.U                | José María Minella      | 4 de diciembre | 19:00 |
| Cipolletti               | 3 - 0 | Rivadavia (L)               | La Visera de Cemento    | 4 de diciembre | 20:00 |
| Deportivo Maipú          | 0 - 0 | CAI                         | Omar Higinio Sperdutti  | 4 de diciembre | 21:00 |
| Douglas Haig             | 2 - 1 | Huracán (TA)                | Miguel Morales          | 5 de diciembre | 21:00 |
| Racing (O)               | 2 - 2 | Santamarina                 | José Buglione Martinese | 5 de diciembre | 21:00 |

| CAI                         | 1 - 0 | Douglas Haig             | Municipal de Comodoro Rivadavia | 11 de diciembre | 17:00 |
| Rivadavia (L)               | 0 - 0 | Unión (MdP)              | El Coliseo                      | 11 de diciembre | 17:30 |
| Juventud U.U                | 1 - 0 | Deportivo Maipú          | Mario Sebastián Diez            | 11 de diciembre | 19:00 |
| Santamarina                 | 5 - 1 | Gimnasia y Esgrima (CdU) | Municipal General San Martín    | 11 de diciembre | 20:00 |
| Defensores de Belgrano (VR) | 4 - 1 | Cipolletti               | Salomón Boeseldín               | 11 de diciembre | 20:30 |
| Huracán (TA)                | 1 - 2 | Racing (O)               | Roberto Lorenzo Bottino         | 11 de diciembre | 21:00 |

| Rivadavia (L)            | 1 - 1 | Defensores de Belgrano (VR) | El Coliseo              | 28 de enero | 18:00 |
| Cipolletti               | 2 - 3 | Santamarina                 | La Visera de Cemento    | 29 de enero | 18:00 |
| Racing (O)               | 2 - 0 | CAI                         | José Buglione Martinese | 29 de enero | 18:00 |
| Unión (MdP)              | 2 - 1 | Deportivo Maipú             | José María Minella      | 29 de enero | 20:00 |
| Douglas Haig             | 2 - 1 | Juventud U.U                | Miguel Morales          | 29 de enero | 20:30 |
| Gimnasia y Esgrima (CdU) | 0 - 1 | Huracán (TA)                | Manuel y Ramón Núñez    | 29 de enero | 21:00 |

| Huracán (TA)                | 4 - 2 | Cipolletti               | Roberto Lorenzo Bottino         | 3 de febrero | 21:30 |
| Juventud U.U                | 3 - 2 | Racing (O)               | Mario Sebastián Diez            | 4 de febrero | 20:05 |
| CAI                         | 1 - 1 | Gimnasia y Esgrima (CdU) | Municipal de Comodoro Rivadavia | 5 de febrero | 17:00 |
| Deportivo Maipú             | 1 - 1 | Douglas Haig             | Omar Higinio Sperdutti          | 5 de febrero | 21:30 |
| Defensores de Belgrano (VR) | 1 - 2 | Unión (MdP)              | Salomón Boeseldín               | 6 de febrero | 20:30 |
| Santamarina                 | 2 - 1 | Rivadavia (L)            | Municipal General San Martín    | 6 de febrero | 20:35 |

| Rivadavia (L)               | 2 - 0 | Huracán (TA)    | El Coliseo              | 12 de febrero | 17:00 |
| Cipolletti                  | 4 - 2 | CAI             | La Visera de Cemento    | 12 de febrero | 18:00 |
| Unión (MdP)                 | 0 - 0 | Douglas Haig    | José María Minella      | 12 de febrero | 20:00 |
| Defensores de Belgrano (VR) | 1 - 1 | Santamarina     | Salomón Boeseldín       | 12 de febrero | 20:30 |
| Gimnasia y Esgrima (CdU)    | 2 - 0 | Juventud U.U    | Manuel y Ramón Núñez    | 12 de febrero | 21:00 |
| Racing (O)                  | 1 - 0 | Deportivo Maipú | José Buglione Martinese | 13 de febrero | 21:00 |

| Deportivo Maipú | 1 - 0 | Gimnasia y Esgrima (CdU)    | Omar Higinio Sperdutti       | 17 de febrero | 21:30 |
| CAI             | 4 - 4 | Rivadavia (L)               | Municipal de Comodoro        | 19 de febrero | 17:00 |
| Juventud U.U    | 1 - 1 | Cipolletti                  | Mario Sebastián Diez         | 19 de febrero | 17:30 |
| Huracán (TA)    | 0 - 0 | Defensores de Belgrano (VR) | Roberto Lorenzo Bottino      | 19 de febrero | 21:30 |
| Santamarina     | 1 - 1 | Unión (MdP)                 | Municipal General San Martín | 20 de febrero | 20:30 |
| Douglas Haig    | 1 - 0 | Racing (O)                  | Miguel Morales               | 20 de febrero | 20:35 |

| Santamarina                 | 3 - 0                | Huracán (TA)    | Municipal General San Martín | 25 de febrero | 20:35 |
| Cipolletti                  | 0 - 0 (1 - 0)(0 - 1) | Deportivo Maipú | Visera de Cemento            | 26 de febrero | 18:10 |
| Defensores de Belgrano (VR) | 4 - 1                | CAI             | Salomón Boeseldín            | 26 de febrero | 19:50 |
| Unión (MdP)                 | 0 - 1                | Racing (O)      | José María Minella           | 26 de febrero | 20:05 |
| Gimnasia y Esgrima (CdU)    | 2 - 1                | Douglas Haig    | Manuel y Ramón Núñez         | 26 de febrero | 21:00 |
| Rivadavia (L)               | 2 - 2                | Juventud U.U    | El Coliseo                   | 27 de febrero | 17:30 |

| Douglas Haig    | 0 - 2 | Cipolletti                  | Miguel Morales          | 2 de marzo | 21:00 |
| CAI             | 0 - 4 | Santamarina                 | Municipal de Comodoro   | 4 de marzo | 17:00 |
| Juventud U.U    | 0 - 1 | Defensores de Belgrano (VR) | Mario Sebastián Diez    | 4 de marzo | 17:30 |
| Racing (O)      | 0 - 1 | Gimnasia y Esgrima (CdU)    | José Buglione Martinese | 4 de marzo | 17:30 |
| Huracán (TA)    | 1 - 2 | Unión (MdP)                 | Roberto Lorenzo Bottino | 6 de marzo | 21:30 |
| Deportivo Maipú | 1 - 0 | Rivadavia (L)               | Omar Higinio Sperdutti  | 6 de marzo | 21:30 |

## Segunda fase
La disputan 11 equipos que juegan por el primer ascenso al Nacional B en una ronda de todos contra todos. El ganador asciende directamente y los otros 10 participan por el segundo ascenso. Todos los equipos arrancan sin puntos, y ante igualdad de posiciones prevalece la diferencia de gol (en este caso no se aplica el criterio de partidos entre los empatados porque solo juegan una vez). Los ubicados del segundo al quinto lugar clasifican en forma directa a la cuarta fase por el segundo ascenso, en tanto que los restantes pasan a disputar la tercera fase, con dos clubes de la Reválida.

### Undecagonal final
| Pos | Equipo                                 | Pts | PJ | PG | PE | PP | GF | GC | Dif |
| --- | -------------------------------------- | --- | -- | -- | -- | -- | -- | -- | --- |
| 1   | Douglas Haig                           | 21  | 10 | 6  | 3  | 1  | 19 | 9  | 10  |
| 2   | Sportivo Belgrano (San Francisco)      | 20  | 10 | 6  | 2  | 2  | 18 | 10 | 8   |
| 3   | Crucero del Norte                      | 20  | 10 | 6  | 2  | 2  | 11 | 3  | 8   |
| 4   | Talleres (Córdoba)                     | 16  | 10 | 4  | 4  | 2  | 20 | 11 | 9   |
| 5   | Santamarina                            | 14  | 10 | 4  | 2  | 4  | 12 | 10 | 2   |
| 6   | San Martín (Tucumán)                   | 14  | 10 | 4  | 2  | 4  | 10 | 13 | -3  |
| 7   | Defensores de Belgrano (Villa Ramallo) | 10  | 10 | 2  | 4  | 4  | 8  | 10 | -2  |
| 8   | Racing (Olavarría)                     | 10  | 10 | 3  | 1  | 6  | 9  | 17 | -8  |
| 9   | Unión (Mar del Plata)                  | 9   | 10 | 2  | 3  | 5  | 7  | 13 | -6  |
| 10  | Racing (Córdoba)                       | 8   | 10 | 1  | 5  | 4  | 10 | 16 | -6  |
| 11  | Central Córdoba (Santiago del Estero)  | 8   | 10 | 2  | 2  | 6  | 8  | 20 | -12 |

|  | Campeón, Jugará en la Temporada 2012/2013 de la B nacional |

|  | Equipos clasificados a la Cuarta fase |

|  | Equipos clasificados a la Tercera fase |

| Fecha 1                     | Fecha 1   | Fecha 1               | Fecha 1                 | Fecha 1     | Fecha 1 | Fecha 1 | Fecha 1 | Fecha 1 | Fecha 1 | Fecha 1 | Fecha 1 |
| Local                       | Resultado | Visitante             | Estadio                 | Fecha       | Hora    |         |         |         |         |         |         |
| --------------------------- | --------- | --------------------- | ----------------------- | ----------- | ------- | ------- | ------- | ------- | ------- | ------- | ------- |
| Crucero del Norte           | 2 - 0     | San Martín (T)        | Andrés Guacurarí        | 11 de marzo | 18:00   |         |         |         |         |         |         |
| Defensores de Belgrano (VR) | 4 - 0     | Central Córdoba (SdE) | Salomón Boeseldín       | 11 de marzo | 19:45   |         |         |         |         |         |         |
| Sportivo Belgrano (SF)      | 4 - 2     | Racing (C)            | Óscar C. Boero          | 11 de marzo | 20:00   |         |         |         |         |         |         |
| Talleres (C)                | 4 - 1     | Douglas Haig          | Mario Alberto Kempes    | 11 de marzo | 21:00   |         |         |         |         |         |         |
| Racing (O)                  | 0 - 1     | Unión (MdP)           | José Buglione Martinese | 12 de marzo | 17:30   |         |         |         |         |         |         |
| Libre: Santamarina          |           |                       |                         |             |         |         |         |         |         |         |         |

| Fecha 2               | Fecha 2   | Fecha 2                     | Fecha 2                   | Fecha 2     | Fecha 2 | Fecha 2 | Fecha 2 | Fecha 2 | Fecha 2 | Fecha 2 | Fecha 2 |
| Local                 | Resultado | Visitante                   | Estadio                   | Fecha       | Hora    |         |         |         |         |         |         |
| --------------------- | --------- | --------------------------- | ------------------------- | ----------- | ------- | ------- | ------- | ------- | ------- | ------- | ------- |
| San Martín (T)        | 2 - 1     | Talleres (C)                | La Ciudadela              | 17 de marzo | 20:00   |         |         |         |         |         |         |
| Santamarina           | 0 - 0     | Sportivo Belgrano (SF)      | Municipal Gral San Martín | 18 de marzo | 19:00   |         |         |         |         |         |         |
| Central Córdoba (SdE) | 1 - 0     | Crucero del Norte           | Alfredo Terrera           | 18 de marzo | 20:00   |         |         |         |         |         |         |
| Douglas Haig          | 5 - 0     | Racing (O)                  | Miguel Morales            | 18 de marzo | 20:30   |         |         |         |         |         |         |
| Racing (C)            | 1 - 1     | Defensores de Belgrano (VR) | Miguel Sancho             | 18 de marzo | 20:30   |         |         |         |         |         |         |
| Libre: Unión (MdP)    |           |                             |                           |             |         |         |         |         |         |         |         |

| Fecha 3                       | Fecha 3   | Fecha 3               | Fecha 3                 | Fecha 3     | Fecha 3 | Fecha 3 | Fecha 3 | Fecha 3 | Fecha 3 | Fecha 3 | Fecha 3 |
| Local                         | Resultado | Visitante             | Estadio                 | Fecha       | Hora    |         |         |         |         |         |         |
| ----------------------------- | --------- | --------------------- | ----------------------- | ----------- | ------- | ------- | ------- | ------- | ------- | ------- | ------- |
| Unión (MdP)                   | 1 - 1     | Douglas Haig          | José María Minella      | 23 de marzo | 19:05   |         |         |         |         |         |         |
| Defensores de Belgrano (VR)   | 1 - 0     | Santamarina           | Salomón Boeseldín       | 23 de marzo | 20:45   |         |         |         |         |         |         |
| Talleres (C)                  | 5 - 2     | Central Córdoba (SdE) | Mario Alberto Kempes    | 23 de marzo | 22:05   |         |         |         |         |         |         |
| Crucero del Norte             | 2 - 0     | Racing (C)            | Andrés Guacurarí        | 24 de marzo | 20:35   |         |         |         |         |         |         |
| Racing (O)                    | 4 - 3     | San Martín (T)        | José Buglione Martinese | 25 de marzo | 17:00   |         |         |         |         |         |         |
| Libre: Sportivo Belgrano (SF) |           |                       |                         |             |         |         |         |         |         |         |         |

| Fecha 4                | Fecha 4   | Fecha 4                     | Fecha 4                   | Fecha 4     | Fecha 4 | Fecha 4 | Fecha 4 | Fecha 4 | Fecha 4 | Fecha 4 | Fecha 4 |
| Local                  | Resultado | Visitante                   | Estadio                   | Fecha       | Hora    |         |         |         |         |         |         |
| ---------------------- | --------- | --------------------------- | ------------------------- | ----------- | ------- | ------- | ------- | ------- | ------- | ------- | ------- |
| Santamarina            | 0 - 2     | Crucero del Norte           | Municipal Gral San Martín | 28 de marzo | 20:35   |         |         |         |         |         |         |
| Sportivo Belgrano (SF) | 1 - 1     | Defensores de Belgrano (VR) | Óscar C. Boero            | 28 de marzo | 21:10   |         |         |         |         |         |         |
| Racing (C)             | 1 - 1     | Talleres (C)                | Mario Alberto Kempes      | 28 de marzo | 21:30   |         |         |         |         |         |         |
| Central Córdoba (SdE)  | 3 - 2     | Racing (O)                  | Alfredo Terrera           | 28 de marzo | 22:05   |         |         |         |         |         |         |
| San Martín (T)         | 2 - 1     | Unión (MdP)                 | La Ciudadela              | 29 de marzo | 21:45   |         |         |         |         |         |         |
| Libre: Douglas Haig    |           |                             |                           |             |         |         |         |         |         |         |         |

| Fecha 5                            | Fecha 5   | Fecha 5                | Fecha 5                 | Fecha 5    | Fecha 5 | Fecha 5 | Fecha 5 | Fecha 5 | Fecha 5 | Fecha 5 | Fecha 5 |
| Local                              | Resultado | Visitante              | Estadio                 | Fecha      | Hora    |         |         |         |         |         |         |
| ---------------------------------- | --------- | ---------------------- | ----------------------- | ---------- | ------- | ------- | ------- | ------- | ------- | ------- | ------- |
| Racing (O)                         | 2 - 0     | Racing (C)             | José Buglione Martinese | 2 de abril | 16:05   |         |         |         |         |         |         |
| Douglas Haig                       | 0 - 0     | San Martín (T)         | Miguel Morales          | 2 de abril | 16:15   |         |         |         |         |         |         |
| Talleres (C)                       | 1 - 2     | Santamarina            | Mario Alberto Kempes    | 2 de abril | 16:35   |         |         |         |         |         |         |
| Crucero del Norte                  | 0 - 1     | Sportivo Belgrano (SF) | Andrés Guacurarí        | 2 de abril | 18:00   |         |         |         |         |         |         |
| Unión (MdP)                        | 0 - 0     | Central Córdoba (SdE)  | José María Minella      | 2 de abril | 19:05   |         |         |         |         |         |         |
| Libre: Defensores de Belgrano (VR) |           |                        |                         |            |         |         |         |         |         |         |         |

| Fecha 6                     | Fecha 6   | Fecha 6           | Fecha 6                    | Fecha 6     | Fecha 6 | Fecha 6 | Fecha 6 | Fecha 6 | Fecha 6 | Fecha 6 | Fecha 6 |
| Local                       | Resultado | Visitante         | Estadio                    | Fecha       | Hora    |         |         |         |         |         |         |
| --------------------------- | --------- | ----------------- | -------------------------- | ----------- | ------- | ------- | ------- | ------- | ------- | ------- | ------- |
| Racing (C)                  | 2 - 0     | Unión (MdP)       | Miguel Sancho              | 7 de abril  | 19:30   |         |         |         |         |         |         |
| Defensores de Belgrano (VR) | 0 - 1     | Crucero del Norte | Salomón Boeseldín          | 8 de abril  | 18:55   |         |         |         |         |         |         |
| Sportivo Belgrano (SF)      | 2 - 4     | Talleres (C)      | Óscar C. Boero             | 8 de abril  | 19:00   |         |         |         |         |         |         |
| Central Córdoba (SdE)       | 1 - 2     | Douglas Haig      | Alfredo Terrera            | 8 de abril  | 20:00   |         |         |         |         |         |         |
| Santamarina                 | 0 - 1     | Racing (O)        | Municipal Gral. San Martín | 11 de abril | 20:30   |         |         |         |         |         |         |
| Libre: San Martín (T)       |           |                   |                            |             |         |         |         |         |         |         |         |

| Fecha 7                  | Fecha 7   | Fecha 7                     | Fecha 7                 | Fecha 7     | Fecha 7 | Fecha 7 | Fecha 7 | Fecha 7 | Fecha 7 | Fecha 7 | Fecha 7 |
| Local                    | Resultado | Visitante                   | Estadio                 | Fecha       | Hora    |         |         |         |         |         |         |
| ------------------------ | --------- | --------------------------- | ----------------------- | ----------- | ------- | ------- | ------- | ------- | ------- | ------- | ------- |
| Unión (MdP)              | 1 - 4     | Santamarina                 | José María Minella      | 15 de abril | 16:30   |         |         |         |         |         |         |
| San Martín (T)           | 1 - 0     | Central Córdoba (SdE)       | La Ciudadela            | 15 de abril | 17:00   |         |         |         |         |         |         |
| Talleres (C)             | 0 - 0     | Defensores de Belgrano (VR) | Mario Alberto Kempes    | 15 de abril | 18:10   |         |         |         |         |         |         |
| Racing (O)               | 0 - 1     | Sportivo Belgrano (SF)      | José Buglione Martinese | 16 de abril | 21:10   |         |         |         |         |         |         |
| Douglas Haig             | 2 - 0     | Racing (C)                  | Miguel Morales          | 17 de abril | 21:00   |         |         |         |         |         |         |
| Libre: Crucero del Norte |           |                             |                         |             |         |         |         |         |         |         |         |

| Fecha 8                      | Fecha 8   | Fecha 8        | Fecha 8                    | Fecha 8     | Fecha 8 | Fecha 8 | Fecha 8 | Fecha 8 | Fecha 8 | Fecha 8 | Fecha 8 |
| Local                        | Resultado | Visitante      | Estadio                    | Fecha       | Hora    |         |         |         |         |         |         |
| ---------------------------- | --------- | -------------- | -------------------------- | ----------- | ------- | ------- | ------- | ------- | ------- | ------- | ------- |
| Racing (C)                   | 1 - 1     | San Martín (T) | Miguel Sancho              | 21 de abril | 20:35   |         |         |         |         |         |         |
| Crucero del Norte            | 1 - 1     | Talleres (C)   | Andrés Guacurarí           | 22 de abril | 17:05   |         |         |         |         |         |         |
| Sportivo Belgrano (SF)       | 2 - 0     | Unión (MdP)    | Óscar C. Boero             | 22 de abril | 19:35   |         |         |         |         |         |         |
| Defensores de Belgrano (VR)  | 0 - 0     | Racing (O)     | Salomón Boeseldín          | 23 de abril | 20:30   |         |         |         |         |         |         |
| Santamarina                  | 0 - 2     | Douglas Haig   | Municipal Gral. San Martín | 23 de abril | 20:30   |         |         |         |         |         |         |
| Libre: Central Córdoba (SdE) |           |                |                            |             |         |         |         |         |         |         |         |

| Fecha 9               | Fecha 9   | Fecha 9                     | Fecha 9                 | Fecha 9     | Fecha 9 | Fecha 9 | Fecha 9 | Fecha 9 | Fecha 9 | Fecha 9 | Fecha 9 |
| Local                 | Resultado | Visitante                   | Estadio                 | Fecha       | Hora    |         |         |         |         |         |         |
| --------------------- | --------- | --------------------------- | ----------------------- | ----------- | ------- | ------- | ------- | ------- | ------- | ------- | ------- |
| Central Córdoba (SdE) | 1 - 1     | Racing (C)                  | Alfredo Terrera         | 27 de abril | 22:00   |         |         |         |         |         |         |
| Unión (MdP)           | 3 - 0     | Defensores de Belgrano (VR) | José María Minella      | 28 de abril | 16:35   |         |         |         |         |         |         |
| Racing (O)            | 0 - 1     | Crucero del Norte           | José Buglione Martinese | 29 de abril | 16:00   |         |         |         |         |         |         |
| San Martín (T)        | 0 - 2     | Santamarina                 | La Ciudadela            | 29 de abril | 16:35   |         |         |         |         |         |         |
| Douglas Haig          | 3 - 2     | Sportivo Belgrano (SF)      | Miguel Morales          | 30 de abril | 16:05   |         |         |         |         |         |         |
| Libre: Talleres (C)   |           |                             |                         |             |         |         |         |         |         |         |         |

| Fecha 10                    | Fecha 10  | Fecha 10              | Fecha 10              | Fecha 10  | Fecha 10 | Fecha 10 | Fecha 10 | Fecha 10 | Fecha 10 | Fecha 10 | Fecha 10 |
| Local                       | Resultado | Visitante             | Estadio               | Fecha     | Hora     |          |          |          |          |          |          |
| --------------------------- | --------- | --------------------- | --------------------- | --------- | -------- | -------- | -------- | -------- | -------- | -------- | -------- |
| Santamarina                 | 2 - 0     | Central Córdoba (SdE) | Alumni Azuleño (Azul) | 5 de mayo | 15:30    |          |          |          |          |          |          |
| Defensores de Belgrano (VR) | 1 - 3     | Douglas Haig          | Marcelo Bielsa        | 6 de mayo | 16:00    |          |          |          |          |          |          |
| Crucero del Norte           | 2 - 0     | Unión (MdP)           | Andrés Guacurarí      | 6 de mayo | 16:00    |          |          |          |          |          |          |
| Talleres (C)                | 3 - 0     | Racing (O)            | Mario Alberto Kempes  | 6 de mayo | 16:10    |          |          |          |          |          |          |
| Sportivo Belgrano (SF)      | 2 - 0     | San Martín (T)        | Óscar C. Boero        | 6 de mayo | 17:00    |          |          |          |          |          |          |
| Libre: Racing (C)           |           |                       |                       |           |          |          |          |          |          |          |          |

| Fecha 11              | Fecha 11  | Fecha 11                    | Fecha 11           | Fecha 11   | Fecha 11 | Fecha 11 | Fecha 11 | Fecha 11 | Fecha 11 | Fecha 11 | Fecha 11 |
| Local                 | Resultado | Visitante                   | Estadio            | Fecha      | Hora     |          |          |          |          |          |          |
| --------------------- | --------- | --------------------------- | ------------------ | ---------- | -------- | -------- | -------- | -------- | -------- | -------- | -------- |
| Unión (MdP)           | 0 - 0     | Talleres (C)                | José María Minella | 11 de mayo | 16:05    |          |          |          |          |          |          |
| Racing (C)            | 2 - 2     | Santamarina                 | Miguel Sancho      | 13 de mayo | 16:10    |          |          |          |          |          |          |
| San Martín (T)        | 1 - 0     | Defensores de Belgrano (VR) | La Ciudadela       | 13 de mayo | 16:10    |          |          |          |          |          |          |
| Central Córdoba (SdE) | 0 - 3     | Sportivo Belgrano (SF)      | Alfredo Terrera    | 13 de mayo | 17:00    |          |          |          |          |          |          |
| Douglas Haig          | 0 - 0     | Crucero del Norte           | Miguel Morales     | 14 de mayo | 15:35    |          |          |          |          |          |          |
| Libre: Racing (O)     |           |                             |                    |            |          |          |          |          |          |          |          |

|                                  |
|                                  |
| Campeón Douglas Haig 1.er título |

### Reválida

#### Primera ronda

##### Zona Norte
| Pos | Equipo                  | Pts | PJ | PG | PE | PP | GF | GC | Dif |
| --- | ----------------------- | --- | -- | -- | -- | -- | -- | -- | --- |
| 1   | Libertad (Sunchales)    | 13  | 6  | 4  | 1  | 1  | 10 | 5  | 5   |
| 2   | Central Norte (Salta)   | 9   | 6  | 3  | 0  | 3  | 7  | 8  | -1  |
| 3   | Unión (Sunchales) 1     | 8   | 6  | 2  | 2  | 2  | 7  | 7  | 0   |
| 4   | Gimnasia y Tiro (Salta) | 8   | 6  | 2  | 2  | 2  | 6  | 6  | 0   |
| 5   | Alumni (Villa María) 2  | 8   | 6  | 2  | 2  | 2  | 10 | 11 | -1  |
| 6   | Juventud Antoniana      | 8   | 6  | 2  | 2  | 2  | 7  | 9  | -2  |
| 7   | Tiro Federal (Rosario)  | 4   | 6  | 1  | 1  | 4  | 6  | 7  | -1  |

|  | Equipos clasificados a la Segunda ronda Reválida |

1: No clasificado por haber descendido.
2: No clasificado haber disputado promoción de descenso.
| Fecha 1                   | Fecha 1   | Fecha 1             | Fecha 1                     | Fecha 1     | Fecha 1 | Fecha 1 | Fecha 1 | Fecha 1 | Fecha 1 | Fecha 1 | Fecha 1 |
| Local                     | Resultado | Visitante           | Estadio                     | Fecha       | Hora    |         |         |         |         |         |         |
| ------------------------- | --------- | ------------------- | --------------------------- | ----------- | ------- | ------- | ------- | ------- | ------- | ------- | ------- |
| Libertad (S)              | 2 - 0     | Tiro Federal (R)    | Hogar de los Tigres         | 10 de marzo | 17:30   |         |         |         |         |         |         |
| Central Norte (S)         | 2 - 0     | Gimnasia y Tiro (S) | Padre Ernesto Martearena    | 11 de marzo | 18:00   |         |         |         |         |         |         |
| Alumni (VM)               | 2 - 2     | Unión (S)           | Plaza Manuel Anselmo Ocampo | 11 de marzo | 20:00   |         |         |         |         |         |         |
| Libre: Juventud Antoniana |           |                     |                             |             |         |         |         |         |         |         |         |

| Fecha 2                    | Fecha 2   | Fecha 2           | Fecha 2                  | Fecha 2     | Fecha 2 | Fecha 2 | Fecha 2 | Fecha 2 | Fecha 2 | Fecha 2 | Fecha 2 |
| Local                      | Resultado | Visitante         | Estadio                  | Fecha       | Hora    |         |         |         |         |         |         |
| -------------------------- | --------- | ----------------- | ------------------------ | ----------- | ------- | ------- | ------- | ------- | ------- | ------- | ------- |
| Juventud Antoniana         | 2 - 1     | Alumni (VM)       | Padre Ernesto Martearena | 18 de marzo | 17:00   |         |         |         |         |         |         |
| Unión (S)                  | 1 - 1     | Libertad (S)      | De la Avenida            | 18 de marzo | 19:00   |         |         |         |         |         |         |
| Tiro Federal (R)           | 4 - 0     | Central Norte (S) | Fortín de Ludueña        | 18 de marzo | 20:30   |         |         |         |         |         |         |
| Libre: Gimnasia y Tiro (S) |           |                   |                          |             |         |         |         |         |         |         |         |

| Fecha 3             | Fecha 3   | Fecha 3            | Fecha 3                  | Fecha 3     | Fecha 3 | Fecha 3 | Fecha 3 | Fecha 3 | Fecha 3 | Fecha 3 | Fecha 3 |
| Local               | Resultado | Visitante          | Estadio                  | Fecha       | Hora    |         |         |         |         |         |         |
| ------------------- | --------- | ------------------ | ------------------------ | ----------- | ------- | ------- | ------- | ------- | ------- | ------- | ------- |
| Libertad (S)        | 2 - 1     | Juventud Antoniana | Hogar de los Tigres      | 23 de marzo | 19:00   |         |         |         |         |         |         |
| Central Norte (S)   | 1 - 0     | Unión (S)          | Padre Ernesto Martearena | 23 de marzo | 22:00   |         |         |         |         |         |         |
| Gimnasia y Tiro (S) | 2 - 1     | Tiro Federal (R)   | Gigante del Norte        | 24 de marzo | 21:10   |         |         |         |         |         |         |
| Libre: Alumni (VM)  |           |                    |                          |             |         |         |         |         |         |         |         |

| Fecha 4                 | Fecha 4   | Fecha 4             | Fecha 4                     | Fecha 4     | Fecha 4 | Fecha 4 | Fecha 4 | Fecha 4 | Fecha 4 | Fecha 4 | Fecha 4 |
| Local                   | Resultado | Visitante           | Estadio                     | Fecha       | Hora    |         |         |         |         |         |         |
| ----------------------- | --------- | ------------------- | --------------------------- | ----------- | ------- | ------- | ------- | ------- | ------- | ------- | ------- |
| Alumni (VM)             | 1 - 4     | Libertad (S)        | Plaza Manuel Anselmo Ocampo | 28 de marzo | 21:00   |         |         |         |         |         |         |
| Unión (S)               | 1 - 0     | Gimnasia y Tiro (S) | De la Avenida               | 28 de marzo | 21:10   |         |         |         |         |         |         |
| Juventud Antoniana      | 0 - 3     | Central Norte (S)   | Padre Ernesto Martearena    | 28 de marzo | 22:20   |         |         |         |         |         |         |
| Libre: Tiro Federal (R) |           |                     |                             |             |         |         |         |         |         |         |         |

| Fecha 5             | Fecha 5   | Fecha 5            | Fecha 5                  | Fecha 5    | Fecha 5 | Fecha 5 | Fecha 5 | Fecha 5 | Fecha 5 | Fecha 5 | Fecha 5 |
| Local               | Resultado | Visitante          | Estadio                  | Fecha      | Hora    |         |         |         |         |         |         |
| ------------------- | --------- | ------------------ | ------------------------ | ---------- | ------- | ------- | ------- | ------- | ------- | ------- | ------- |
| Central Norte (S)   | 1 - 3     | Alumni (VM)        | Padre Ernesto Martearena | 1 de abril | 17:30   |         |         |         |         |         |         |
| Tiro Federal (R)    | 0 - 1     | Unión (S)          | Fortín de Ludueña        | 1 de abril | 19:35   |         |         |         |         |         |         |
| Gimnasia y Tiro (S) | 0 - 0     | Juventud Antoniana | Gigante del Norte        | 2 de abril | 16:30   |         |         |         |         |         |         |
| Libre: Libertad (S) |           |                    |                          |            |         |         |         |         |         |         |         |

| Fecha 6            | Fecha 6   | Fecha 6             | Fecha 6                     | Fecha 6    | Fecha 6 | Fecha 6 | Fecha 6 | Fecha 6 | Fecha 6 | Fecha 6 | Fecha 6 |
| Local              | Resultado | Visitante           | Estadio                     | Fecha      | Hora    |         |         |         |         |         |         |
| ------------------ | --------- | ------------------- | --------------------------- | ---------- | ------- | ------- | ------- | ------- | ------- | ------- | ------- |
| Libertad (S)       | 1 - 0     | Central Norte (S)   | Hogar de los Tigres         | 8 de abril | 16:35   |         |         |         |         |         |         |
| Juventud Antoniana | 1 - 1     | Tiro Federal (R)    | Padre Ernesto Martearena    | 8 de abril | 17:00   |         |         |         |         |         |         |
| Alumni (VM)        | 2 - 2     | Gimnasia y Tiro (S) | Plaza Manuel Anselmo Ocampo | 8 de abril | 20:10   |         |         |         |         |         |         |
| Libre: Unión (S)   |           |                     |                             |            |         |         |         |         |         |         |         |

| Fecha 7                  | Fecha 7   | Fecha 7            | Fecha 7           | Fecha 7     | Fecha 7 | Fecha 7 | Fecha 7 | Fecha 7 | Fecha 7 | Fecha 7 | Fecha 7 |
| Local                    | Resultado | Visitante          | Estadio           | Fecha       | Hora    |         |         |         |         |         |         |
| ------------------------ | --------- | ------------------ | ----------------- | ----------- | ------- | ------- | ------- | ------- | ------- | ------- | ------- |
| Unión (S)                | 2 - 3     | Juventud Antoniana | De la Avenida     | 15 de abril | 15:30   |         |         |         |         |         |         |
| Tiro Federal (R)         | 0 - 1     | Alumni (VM)        | Fortín de Ludueña | 15 de abril | 15:30   |         |         |         |         |         |         |
| Gimnasia y Tiro (S)      | 2 - 0     | Libertad (S)       | Gigante del Norte | 15 de abril | 15:35   |         |         |         |         |         |         |
| Libre: Central Norte (S) |           |                    |                   |             |         |         |         |         |         |         |         |

##### Zona Sur
| Pos | Equipo                  | Pts | PJ | PG | PE | PP | GF | GC | Dif |
| --- | ----------------------- | --- | -- | -- | -- | -- | -- | -- | --- |
| 1   | CAI 1                   | 12  | 6  | 3  | 3  | 0  | 9  | 4  | 5   |
| 2   | Juv. U. Universitario   | 11  | 6  | 3  | 2  | 1  | 6  | 4  | 2   |
| 3   | Rivadavia (Lincoln)     | 10  | 6  | 3  | 1  | 2  | 7  | 4  | 3   |
| 4   | Gimnasia y Esgrima (CU) | 9   | 6  | 2  | 3  | 1  | 6  | 5  | 1   |
| 5   | Cipolletti              | 8   | 6  | 2  | 2  | 2  | 7  | 6  | 1   |
| 6   | Deportivo Maipú         | 4   | 6  | 1  | 1  | 4  | 3  | 6  | -3  |
| 7   | Huracán (TA)            | 2   | 6  | 0  | 2  | 4  | 0  | 9  | -9  |

|  | Equipos clasificados a la Segunda ronda Reválida |

1: No clasificado por haber disputado promoción de descenso.
| Fecha 1                         | Fecha 1   | Fecha 1         | Fecha 1                 | Fecha 1     | Fecha 1 | Fecha 1 | Fecha 1 | Fecha 1 | Fecha 1 | Fecha 1 | Fecha 1 |
| Local                           | Resultado | Visitante       | Estadio                 | Fecha       | Hora    |         |         |         |         |         |         |
| ------------------------------- | --------- | --------------- | ----------------------- | ----------- | ------- | ------- | ------- | ------- | ------- | ------- | ------- |
| Cipolletti                      | 1 - 0     | Deportivo Maipú | La Visera de Cemento    | 11 de marzo | 17:00   |         |         |         |         |         |         |
| Rivadavia (L)                   | 3 - 0     | Juventud U.U    | El Coliseo              | 11 de marzo | 17:00   |         |         |         |         |         |         |
| Huracán (TA)                    | 0 - 0     | CAI             | Roberto Lorenzo Bottino | 12 de marzo | 20:00   |         |         |         |         |         |         |
| Libre: Gimnasia y Esgrima (CdU) |           |                 |                         |             |         |         |         |         |         |         |         |

| Fecha 2                  | Fecha 2   | Fecha 2       | Fecha 2                | Fecha 2     | Fecha 2 | Fecha 2 | Fecha 2 | Fecha 2 | Fecha 2 | Fecha 2 | Fecha 2 |
| Local                    | Resultado | Visitante     | Estadio                | Fecha       | Hora    |         |         |         |         |         |         |
| ------------------------ | --------- | ------------- | ---------------------- | ----------- | ------- | ------- | ------- | ------- | ------- | ------- | ------- |
| CAI                      | 2 - 0     | Rivadavia (L) | Municipal de Comodoro  | 18 de marzo | 15:30   |         |         |         |         |         |         |
| Deportivo Maipú          | 1 - 0     | Huracán (TA)  | Omar Higinio Sperdutti | 18 de marzo | 20:15   |         |         |         |         |         |         |
| Gimnasia y Esgrima (CdU) | 1 - 1     | Cipolletti    | Manuel y Ramón Núñez   | 18 de marzo | 20:30   |         |         |         |         |         |         |
| Libre: Juventud U.U      |           |               |                        |             |         |         |         |         |         |         |         |

| Fecha 3           | Fecha 3   | Fecha 3                  | Fecha 3                 | Fecha 3     | Fecha 3 | Fecha 3 | Fecha 3 | Fecha 3 | Fecha 3 | Fecha 3 | Fecha 3 |
| Local             | Resultado | Visitante                | Estadio                 | Fecha       | Hora    |         |         |         |         |         |         |
| ----------------- | --------- | ------------------------ | ----------------------- | ----------- | ------- | ------- | ------- | ------- | ------- | ------- | ------- |
| Rivadavia (L)     | 1 - 0     | Deportivo Maipú          | El Coliseo              | 24 de marzo | 16:00   |         |         |         |         |         |         |
| Huracán (TA)      | 0 - 1     | Gimnasia y Esgrima (CdU) | Roberto Lorenzo Bottino | 24 de marzo | 19:00   |         |         |         |         |         |         |
| Juventud U.U      | 1 - 1     | CAI                      | Juan Gilberto Funes     | 24 de marzo | 20:00   |         |         |         |         |         |         |
| Libre: Cipolletti |           |                          |                         |             |         |         |         |         |         |         |         |

| Fecha 4                  | Fecha 4   | Fecha 4       | Fecha 4                | Fecha 4     | Fecha 4 | Fecha 4 | Fecha 4 | Fecha 4 | Fecha 4 | Fecha 4 | Fecha 4 |
| Local                    | Resultado | Visitante     | Estadio                | Fecha       | Hora    |         |         |         |         |         |         |
| ------------------------ | --------- | ------------- | ---------------------- | ----------- | ------- | ------- | ------- | ------- | ------- | ------- | ------- |
| Deportivo Maipú          | 0 - 1     | Juventud U.U  | Omar Higinio Sperdutti | 27 de marzo | 21:30   |         |         |         |         |         |         |
| Gimnasia y Esgrima (CdU) | 2 - 0     | Rivadavia (L) | Manuel y Ramón Núñez   | 28 de marzo | 21:00   |         |         |         |         |         |         |
| Cipolletti               | 4 - 0     | Huracán (TA)  | Visera de Cemento      | 28 de marzo | 21:40   |         |         |         |         |         |         |
| Libre: CAI               |           |               |                        |             |         |         |         |         |         |         |         |

| Fecha 5             | Fecha 5   | Fecha 5                  | Fecha 5               | Fecha 5    | Fecha 5 | Fecha 5 | Fecha 5 | Fecha 5 | Fecha 5 | Fecha 5 | Fecha 5 |
| Local               | Resultado | Visitante                | Estadio               | Fecha      | Hora    |         |         |         |         |         |         |
| ------------------- | --------- | ------------------------ | --------------------- | ---------- | ------- | ------- | ------- | ------- | ------- | ------- | ------- |
| CAI                 | 2 - 1     | Deportivo Maipú          | Municipal de Comodoro | 1 de abril | 15:40   |         |         |         |         |         |         |
| Rivadavia (L)       | 3 - 0     | Cipolletti               | El Coliseo            | 1 de abril | 16:00   |         |         |         |         |         |         |
| Juventud U.U        | 0 - 0     | Gimnasia y Esgrima (CdU) | Mario Sebastián Diez  | 1 de abril | 20:00   |         |         |         |         |         |         |
| Libre: Huracán (TA) |           |                          |                       |            |         |         |         |         |         |         |         |

| Fecha 6                  | Fecha 6   | Fecha 6       | Fecha 6                 | Fecha 6    | Fecha 6 | Fecha 6 | Fecha 6 | Fecha 6 | Fecha 6 | Fecha 6 | Fecha 6 |
| Local                    | Resultado | Visitante     | Estadio                 | Fecha      | Hora    |         |         |         |         |         |         |
| ------------------------ | --------- | ------------- | ----------------------- | ---------- | ------- | ------- | ------- | ------- | ------- | ------- | ------- |
| Cipolletti               | 0 - 1     | Juventud U.U  | Visera de Cemento       | 8 de abril | 16:30   |         |         |         |         |         |         |
| Huracán (TA)             | 0 - 0     | Rivadavia (L) | Roberto Lorenzo Bottino | 8 de abril | 19:00   |         |         |         |         |         |         |
| Gimnasia y Esgrima (CdU) | 1 - 3     | CAI           | Manuel y Ramón Núñez    | 8 de abril | 19:40   |         |         |         |         |         |         |
| Libre: Deportivo Maipú   |           |               |                         |            |         |         |         |         |         |         |         |

| Fecha 7              | Fecha 7   | Fecha 7                  | Fecha 7                | Fecha 7     | Fecha 7 | Fecha 7 | Fecha 7 | Fecha 7 | Fecha 7 | Fecha 7 | Fecha 7 |
| Local                | Resultado | Visitante                | Estadio                | Fecha       | Hora    |         |         |         |         |         |         |
| -------------------- | --------- | ------------------------ | ---------------------- | ----------- | ------- | ------- | ------- | ------- | ------- | ------- | ------- |
| CAI                  | 1 - 1     | Cipolletti               | Municipal de Comodoro  | 15 de abril | 15:30   |         |         |         |         |         |         |
| Juventud U.U         | 3 - 0     | Huracán (TA)             | Mario Sebastián Diez   | 15 de abril | 15:35   |         |         |         |         |         |         |
| Deportivo Maipú      | 1 - 1     | Gimnasia y Esgrima (CdU) | Omar Higinio Sperdutti | 15 de abril | 15:40   |         |         |         |         |         |         |
| Libre: Rivadavia (L) |           |                          |                        |             |         |         |         |         |         |         |         |

#### Segunda ronda
Estará integrada por ocho (8) equipos de la ronda anterior.
Se disputará por eliminación directa, a doble partido uno en cada sede, los cuatro ganadores clasifican a la Tercera Ronda. En caso de empate en puntos y diferencia de goles al finalizar la Ronda clasificarán a la Tercera Ronda las posiciones 1 y 2. Actuaran de local en el primer partido las posiciones 3º y 4º.
| Local - Vuelta           | Global  | Local - Ida                  | Ida   | Vuelta |
| ------------------------ | ------- | ---------------------------- | ----- | ------ |
| Cipolletti               | 2 - 4   | Libertad (Sunchales)         | 0 - 2 | 2 - 2  |
| Gimnasia y Esgrima (CdU) | 1 - 3   | Central Norte (Salta)        | 0 - 0 | 1 - 3  |
| Gimnasia y Tiro (Salta)  | 0 - 3   | Rivadavia (Lincoln)          | 0 - 1 | 0 - 2  |
| Juventud Antoniana       | 1 - 1 1 | Juventud Unida Universitario | 1 - 0 | 0 - 1  |

1: Clasificado Juventud Unida Universitario por ventaja deportiva al haber ocupado mejor ubicación en la segunda fase.

#### Tercera ronda
Estará integrada por cuatro equipos clasificados en la ronda anterior.
Se disputará por eliminación directa, a doble partido uno en cada sede, los dos ganadores clasifican a la Tercera Fase. El ordenamiento se hará teniendo en cuenta las posiciones que ocuparon los clubes en la Primera Ronda. En caso de empate en puntos y diferencia de goles al finalizar la Ronda clasificarán a la Tercera Fase las posiciones 1. Actuarán de local en el primer partido las posiciones 2.
| Local - Vuelta        | Global | Local - Ida                  | Ida   | Vuelta |
| --------------------- | ------ | ---------------------------- | ----- | ------ |
| Central Norte (Salta) | 2 - 2  | Libertad (Sunchales)         | 2 - 1 | 0 - 1  |
| Rivadavia (Lincoln)   | 1 - 3  | Juventud Unida Universitario | 1 - 0 | 0 - 3  |

## Descenso
Los descensos se establecieron por las tablas acumuladas, que incluyeron los puntos de la Primera fase del campeonato y los de la Primera ronda de la Reválida. El equipo con el menor puntaje descendió al Torneo Argentino B, y el de segundo peor puntaje jugará la promoción contra un equipo del mismo torneo.

### Zona Norte
| Pos | Equipo                  | Pts | PJ | PG | PE | PP | GF | GC | Dif |
| --- | ----------------------- | --- | -- | -- | -- | -- | -- | -- | --- |
| 1   | Libertad (Sunchales)    | 44  | 30 | 11 | 11 | 8  | 40 | 30 | +10 |
| 2   | Central Norte (Salta)   | 40  | 30 | 10 | 10 | 10 | 31 | 33 | -2  |
| 3   | Gimnasia y Tiro (Salta) | 39  | 30 | 10 | 9  | 11 | 33 | 36 | -3  |
| 4   | Juventud Antoniana      | 38  | 30 | 9  | 11 | 10 | 35 | 36 | -1  |
| 5   | Tiro Federal (Rosario)  | 36  | 30 | 9  | 9  | 12 | 32 | 35 | -3  |
| 6   | Alumni (Villa María)    | 29  | 30 | 7  | 8  | 15 | 35 | 45 | -10 |
| 7   | Unión (Sunchales)       | 28  | 30 | 6  | 10 | 14 | 23 | 41 | -18 |

|  | Jugará la Promoción con un equipo del Torneo Argentino B |

|  | Descendió al Torneo Argentino B |

### Zona Sur
| Pos | Equipo                       | Pts | PJ | PG | PE | PP | GF | GC | Dif |
| --- | ---------------------------- | --- | -- | -- | -- | -- | -- | -- | --- |
| 1   | Deportivo Maipú              | 35  | 28 | 9  | 8  | 11 | 24 | 27 | -3  |
| 2   | Rivadavia (Lincoln)          | 34  | 28 | 9  | 7  | 12 | 32 | 35 | -3  |
| 3   | Juventud Unida Universitario | 34  | 28 | 8  | 10 | 10 | 29 | 33 | -4  |
| 4   | Cipolletti                   | 34  | 28 | 9  | 7  | 12 | 36 | 41 | -5  |
| 5   | Gimnasia y Esgrima (CU)      | 34  | 28 | 8  | 10 | 10 | 26 | 32 | -6  |
| 6   | CAI                          | 33  | 28 | 7  | 12 | 9  | 31 | 41 | -10 |
| 7   | Huracán (Tres Arroyos)       | 30  | 28 | 7  | 9  | 12 | 22 | 36 | -14 |

|  | Jugará la Promoción con un equipo del Torneo Argentino B |

|  | Descendió al Torneo Argentino B |

## Tercera y cuarta fase

### Tercera fase
Estará integrada por los clubes que ocuparon las posiciones 6º a 11º en la Segunda Fase y los dos primeros provenientes de la Reválida (total 8 clubes). Estos dos ocuparán las posiciones 12º y 13º de acuerdo a los puntos obtenidos en la Primera Ronda de dicha fase. Se disputará por eliminación directa, a doble partido uno en cada sede, haciendo de local en el primer partido las posiciones 10º, 11º, 12º y 13. Los cuatro ganadores clasifican a la Cuarta Fase.
| Local - Vuelta               | Global  | Local - Ida                 | Ida   | Vuelta |
| ---------------------------- | ------- | --------------------------- | ----- | ------ |
| Central Norte (Salta)        | 4 - 1   | San Martín (Tucumán)        | 2 - 0 | 2 - 1  |
| Juventud Unida Universitario | 4 - 3   | Defensores de Belgrano (VR) | 4 - 1 | 0 - 2  |
| Central Córdoba (SdE)        | 3 - 3 1 | Racing (Olavarría)          | 2 - 0 | 1 - 3  |
| Racing (Córdoba)             | 3 - 1   | Unión (Mar del Plata)       | 1 - 1 | 2 - 0  |

1: Clasificado Racing (O) por ventaja deportiva al haber ocupado mejor ubicación en la segunda fase.

### Cuarta fase
Estará integrada por clubes clasificados en las posiciones 2º, 3º, 4º y 5º de la Segunda Fase y los cuatro ganadores de la Tercera Fase (total: 8 clubes). Se disputará por eliminación directa, a doble partido uno en cada sede, haciendo de local en el primer partido las posiciones G1º, G2º, G3º y G4º. Los cuatro ganadores clasifican a la Quinta Fase.
| Local - Vuelta        | Global  | Local - Ida       | Ida   | Vuelta |
| --------------------- | ------- | ----------------- | ----- | ------ |
| Racing (Olavarría)    | 4 - 4 1 | Ramón Santamarina | 2 - 2 | 2 - 2  |
| Central Norte (Salta) | 4 - 4 1 | Sportivo Belgrano | 3 - 2 | 1 - 2  |
| Racing (Córdoba)      | 2 - 2 1 | Talleres (C)      | 1 - 1 | 1 - 1  |
| Juventud Unida (SL)   | 1 - 3   | Crucero del Norte | 0 - 1 | 1 - 2  |

1: Clasificado Ramón Santamarina por ventaja deportiva al haber ocupado mejor ubicación en la segunda fase.
2: Clasificado Sportivo Belgrano por ventaja deportiva al haber ocupado mejor ubicación en la segunda fase.
3: Clasificado Talleres (C) por ventaja deportiva al haber ocupado mejor ubicación en la segunda fase.

## Quinta y sexta fase
Quinta fase: Estuvo integrada con los cuatro (4) clasificados de la Cuarta Fase y se disputó por eliminación directa, a doble partido uno en cada sede, haciendo de local en el primer encuentro las posiciones 3 y 4. Las posiciones se asignaron de acuerdo con el ordenamiento establecido en la fase anterior. Los enfrentamientos fueron 1 vs. 4 y 2 vs. 3, y clasificaron a la Sexta Fase los dos (2) ganadores.
En caso de empate en puntos y diferencia de goles al finalizar esta fase las posiciones 1 y 2 clasificaron a la Sexta Fase.
Sexta fase: Estuvo integrada con los dos (2) clasificados de la Quinta Fase y se disputó por eliminación directa, a doble partido uno en cada sede. El enfrentamiento fue 1 vs. 2, haciendo de local en el primer encuentro la posición 2. Las posiciones se asignarán de acuerdo al ordenamiento establecido en la Quinta Fase. El ganador jugó la promoción ante un equipo indirectamente afiliado de la Primera B Nacional.
|  | Quinta fase       | Quinta fase      | Quinta fase       |   |                   | Sexta fase       | Sexta fase       | Sexta fase       |  |
|  | 3 al 11 de junio  | 3 al 11 de junio | 3 al 11 de junio  |   |                   | 17 y 22 de junio | 17 y 22 de junio | 17 y 22 de junio |  |
|  |                   |                  |                   |   |                   |                  |                  |                  |  |
|  |                   |                  |                   |   |                   |                  |                  |                  |  |
|  | Ramón Santamarina | 0                | 0                 |   |                   |                  |                  |                  |  |
|  | Ramón Santamarina | 0                | 0                 |   |                   |                  |                  |                  |  |
|  | Sportivo Belgrano | 1                | 3                 |   |                   |                  |                  |                  |  |
|  | Sportivo Belgrano | 1                | 3                 |   | Crucero del Norte | 3                | 0                |                  |  |
|  |                   |                  |                   |   | Crucero del Norte | 3                | 0                |                  |  |
|  |                   |                  | Sportivo Belgrano | 1 | 0                 |                  |                  |                  |  |
|  | Talleres (C)      | 0                | Sportivo Belgrano | 1 | 0                 | 1                |                  |                  |  |
|  | Talleres (C)      | 0                |                   |   |                   | 1                |                  |                  |  |
|  | Crucero del Norte | 0                | 2                 |   |                   |                  |                  |                  |  |
|  | Crucero del Norte | 0                | 2                 |   |                   |                  |                  |                  |  |
|  |                   |                  |                   |   |                   |                  |                  |                  |  |

En el cuadro, el equipo situado abajo ejerció la localía en el partido de vuelta.

## Goleadores
| Jugador              | Jugador               | Goles | Equipos                |
| -------------------- | --------------------- | ----- | ---------------------- |
| Bandera de Argentina | Juan Manuel Aróstegui | 24    | Sportivo Belgrano (SF) |
| Bandera de Argentina | Sebastián Sáez        | 19    | Talleres (C)           |
| Bandera de Argentina | Claudio Riaño         | 15    | Talleres (C)           |
| Bandera de Argentina | Leandro Armani        | 14    | Tiro Federal (R)       |
| Bandera de Argentina | Enzo Noir             | 13    | Central Norte (S)      |
| Bandera de Argentina | Juan Pablo Francia    | 13    | Sportivo Belgrano (SF) |

Fuente: Tabla de Goleadores del torneo Argentino A temporada 2011/2012 (enlace roto disponible en Internet Archive; véase el historial, la primera versión y la última).

## Promociones

### Promoción Primera B Nacional - Torneo Argentino A
| Crucero del Norte                                                          | 0 - 0 | Guillermo Brown   | Cte. Andrés Guacurarí | 27 de junio | 17:30 (TV) |
| Guillermo Brown                                                            | 0 - 1 | Crucero del Norte | Raúl Conti            | 30 de junio | 15:10 (TV) |
| Crucero del Norte ascendió a la Primera B Nacional con un global de 1 - 0. |       |                   |                       |             |            |

### Promoción Torneo Argentino A - Torneo Argentino B
| Deportivo Roca                                                                            | 2 - 2 | Alumni (VM)    | Luis Maiolino               | 20 de junio | 14:30 |
| Alumni (VM)                                                                               | 1 - 1 | Deportivo Roca | Plaza Manuel Anselmo Ocampo | 24 de junio | 11:30 |
| Alumni permaneció en el Torneo Argentino A con un global de 3 - 3, por ventaja deportiva. |       |                |                             |             |       |

| San Jorge (T)                                                               | 0 - 1 | CAI           | Dr. Luis Güemes                 | 20 de junio | 16:15 |
| CAI                                                                         | 1 - 3 | San Jorge (T) | Municipal de Comodoro Rivadavia | 24 de junio | 15:05 |
| San Jorge de Tucumán ascendió al Torneo Argentino A con un global de 3 - 2. |       |               |                                 |             |       |

## Televisación
Para esta temporada, la Primera Fase y el Undecagonal fueron transmitidos por Fútbol para Todos por medio de algunos canales provinciales como ShowSports y Canal 10 de Córdoba. Mientras que por la TV Pública se hizo seguimiento de Douglas Haig en las últimas dos fechas del undecagonal y transmitió la promoción de Crucero del Norte con Guillermo Brown.